# Svájc
Svájc, hivatalos nevén Svájci Konföderáció, Svájci Államszövetség, Svájci Esküszövetség (franciául: Suisse vagy Confédération suisse, németül: Schweiz vagy Schweizerische Eidgenossenschaft, olaszul: Svizzera vagy Confederazione Svizzera, rétorománul: Svizra vagy Confederaziun svizra) tengerparttal nem rendelkező, kantonokból (tartományokból) álló szövetségi köztársaság Közép-Európában. Szomszédai Németország, Franciaország, Olaszország, Ausztria és Liechtenstein.
Erős hagyományai vannak a politikai és katonai semlegesség terén, de a nemzetközi együttműködés terén is, mivel számos nemzetközi szervezet székhelye. Gazdasági kapcsolatban áll Liechtensteinnel, továbbá közös valutát (svájci frank) is használ vele. Érdekesség az országról, hogy (de facto) fővárosa Bern, legnagyobb városa Zürich, viszont a főváros csak az 5. helyen helyezkedik el az ország legnépesebb városai közül Zürich, Genf, Bázel és Lausanne mögött.
Svájc a világ legfejlettebb országai közé tartozik, számos nemzetközi összehasonlításban kiemelkedően teljesít, így például a globális innovációs index, az egy főre jutó GDP vagy az emberi fejlettségi index, a gazdasági versenyképesség, a fizetések, a demokratikus kormányzás és a sajtószabadság alapján. 

## Földrajz

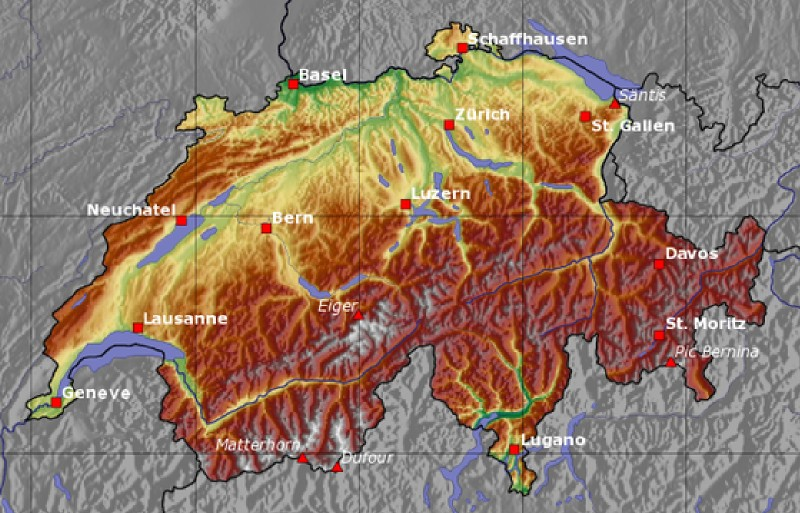
Domborzati térkép
Dombozati térkép településekkel
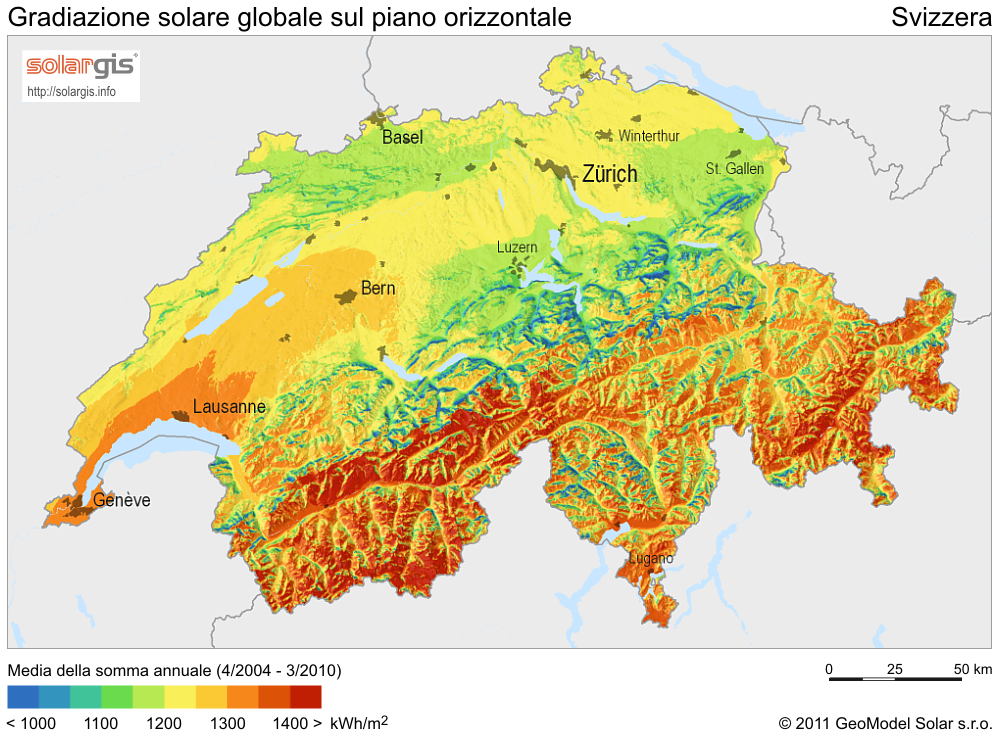
Napsugárzás-térkép
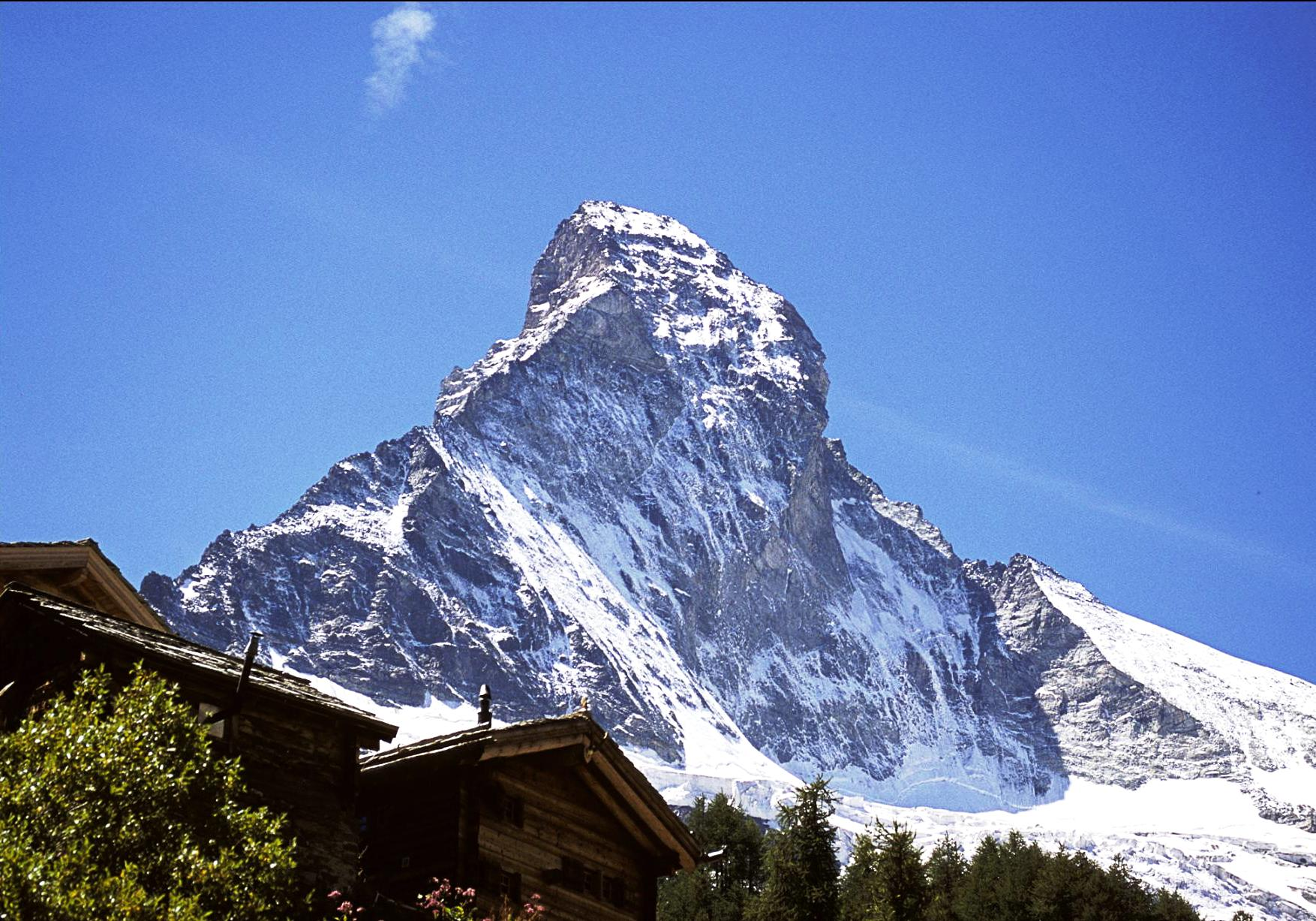
A Matterhorn, az Alpok egyik legmagasabb hegycsúcsa

### Domborzat
Az ország domborzatilag tagolt. Három nagyobb tájegységre osztható:
- Tájképét az ország déli felén, kelet felé egyre nagyobb sávban emelkedő és területének mintegy 60%-át elfoglaló Alpok határozza meg. Láncai a Gotthard-masszívumban futnak össze. Legmagasabb pontja a 4635 m-es Monte Rosa-hegyi Dufour-csúcs (a második legmagasabb az ismertebb Dom, ami 4545 m magas). Itt találhatók Európa leghosszabb gleccserei is, mint például az Aletsch, amely eléri a 24 km-t.
- Jura-hegység: a hegyvidék mészkőláncai, illetve táblái a francia határ mentén sorakoznak.
- Svájci-medence: a Jura és az Alpok között kb. 300 km hosszú hullámos dombvidék, az ország gazdasági centruma.

Az ország területe 41 285 km².

### Vízrajz
Az Alpokban ered számos európai folyam, köztük a Rajna, a Rhône, az Inn, az Aare és a Ticino folyó, amelyek a Genfi-tó, Zürichi-tó, Boden-tó, Neuchâteli-tó vizét is táplálják. Svájcban 1484 tó található.

### Éghajlat
Az északi, sűrűbben lakott országrész nyitottabb, de még így is meglehetősen hegyes-völgyes, az északnyugaton elterülő Jura-hegység mészkővonulataival. Svájc klímája általában mérsékelt, helyenként nagy ingadozásokat mutatva, a magashegységi zord klímától a Svájc déli csücskénél előforduló kellemes mediterrán éghajlatig.
Az évi átlaghőmérséklet 9 °C. Az évi csapadék mennyisége erősen területfüggő, a Rhone-völgyben például 530 mm, míg Luganónál 1700 mm. Általában véve az Alpoktól nyugatra, északra eső területnek hideg, esős klímája van, ahol a téli középhőmérséklet nulla fok körül (vagy az alatt) van, és nyáron ritkán van 21 fok fölötti meleg. Az ország déli csücskében, Ticino kantonban, az Alpoktól fő vonulatától délre a völgyekben melegebb, nedves, jelleg uralkodik, ahol a fagy ritkán fordul elő. Az Alpok és a Jura felső vidékének klímája esős vagy havas, 1800 méter fölötti fagyhatárral.

### Növény- és állatvilág
Legismertebb növénye, ami védett is, a havasi gyopár. Ez kicsi, fehér szirmú virág, amely alpesi területeken honos. Legismertebb kutyafajtái a bernáthegyi (németül: Bernhardiener) és a berni pásztorkutya. Mindkettő főleg mentőkutyaként ismert. Az ország területének közel egyharmadát erdőségek, főleg fenyőfélék borítják. Az erdőhatár felett a gazdag havasi rétek és a legelők világa található, széles körben elterjedt a szarvasmarhatartás. 3000  méter felett a növényzet igen gyér, az örök hó birodalma, amelyre fontos turisztikai ágazat, a síturizmus épül.

### Környezetvédelem
Svájc hosszú ideje óvja környezetét és természeti erőforrásait. 1876-ban fogadták el az erdővédelmi törvényt, amivel Svájc az elsők között volt a környezetvédelmet előtérbe helyező országok között. 1953 óta a környezet óvása az alkotmányban is szerepel.
A hulladékgyűjtést és saját környezetének rendben tartását a lakosság nagy része fontos személyes kötelességének tekinti.
Svájcban környezetvédelmi szempontból a légszennyezés jelent elsődleges problémát, amit nagyrészt a járművek okoznak. 2000-ben az évi kibocsátott szén-dioxid mennyisége 39 millió tonna volt. Szigorú előírások vonatkoznak az 1987 után gyártott gépjárművek megengedett légszennyezésére.
Hasonló problémát jelent a vízszennyezés, amit a folyókba kerülő foszfát, műtrágya és rovarirtók okoznak. Az ország rendelkezésére álló vízmennyiség 73%-át az ipar használja fel. A városok évente 3 millió m³ szilárd halmazállapotú szemetet állítanak elő.
A Svájci Erdőgazdálkodási Iroda 1986-os évi jelentése szerint az erdők 36%-a elpusztult vagy súlyosan károsodott a savas esők vagy más légszennyezés következtében.

#### Nemzeti park
Svájcban egyetlen nemzeti park van, az viszont 1914 óta. Neve Svájci Nemzeti Park, Graubünden kantonban található. A látogatók előtt nyitva áll, de tilos letérni a jelölt turistautakról. Nemcsak a természeti környezet védett, hanem a park területére eső települések is.

#### Természeti világörökség

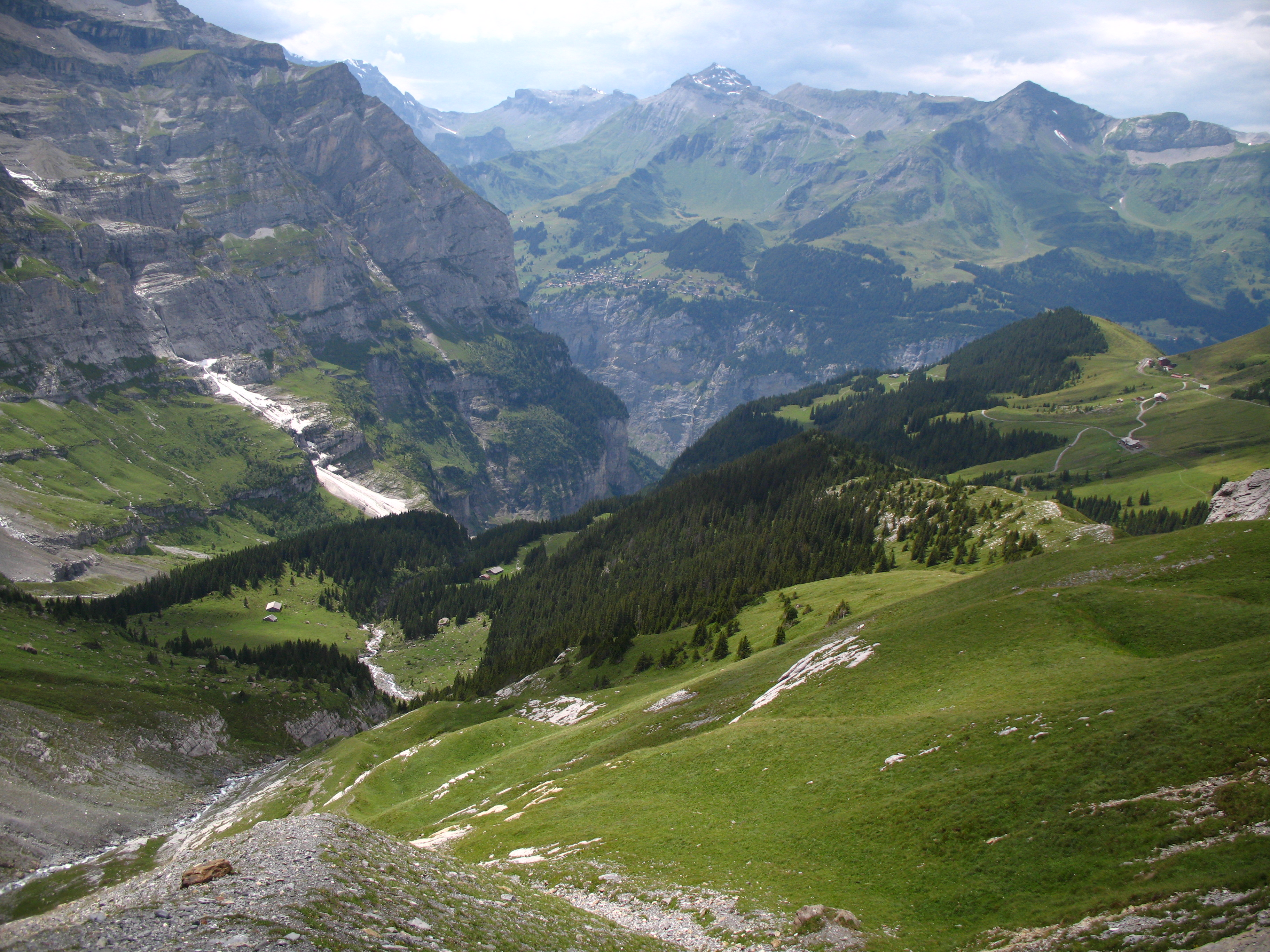
A Jungfrau egy része

A természeti világörökség része Svájcban:
- Jungfrau – Aletsch – Bietschhorn hegyvidék az Alpokban;
- Monte San Giorgio közép-triász kori fosszília-lelőhely;
- A svájci tektonikus terület Sardonában;
- A Kárpátok és más európai régiók ősbükkösei - nemzetközi helyszín több svájci védett erdővel.

## Történelem

### Ókor
A mai Svájc területét a vaskor óta kelta törzsek népesítették be. A mai Neuchâtel kantonban fekvő La Tène mellett tárták a La-Tène-kultúra névadó leleteit.

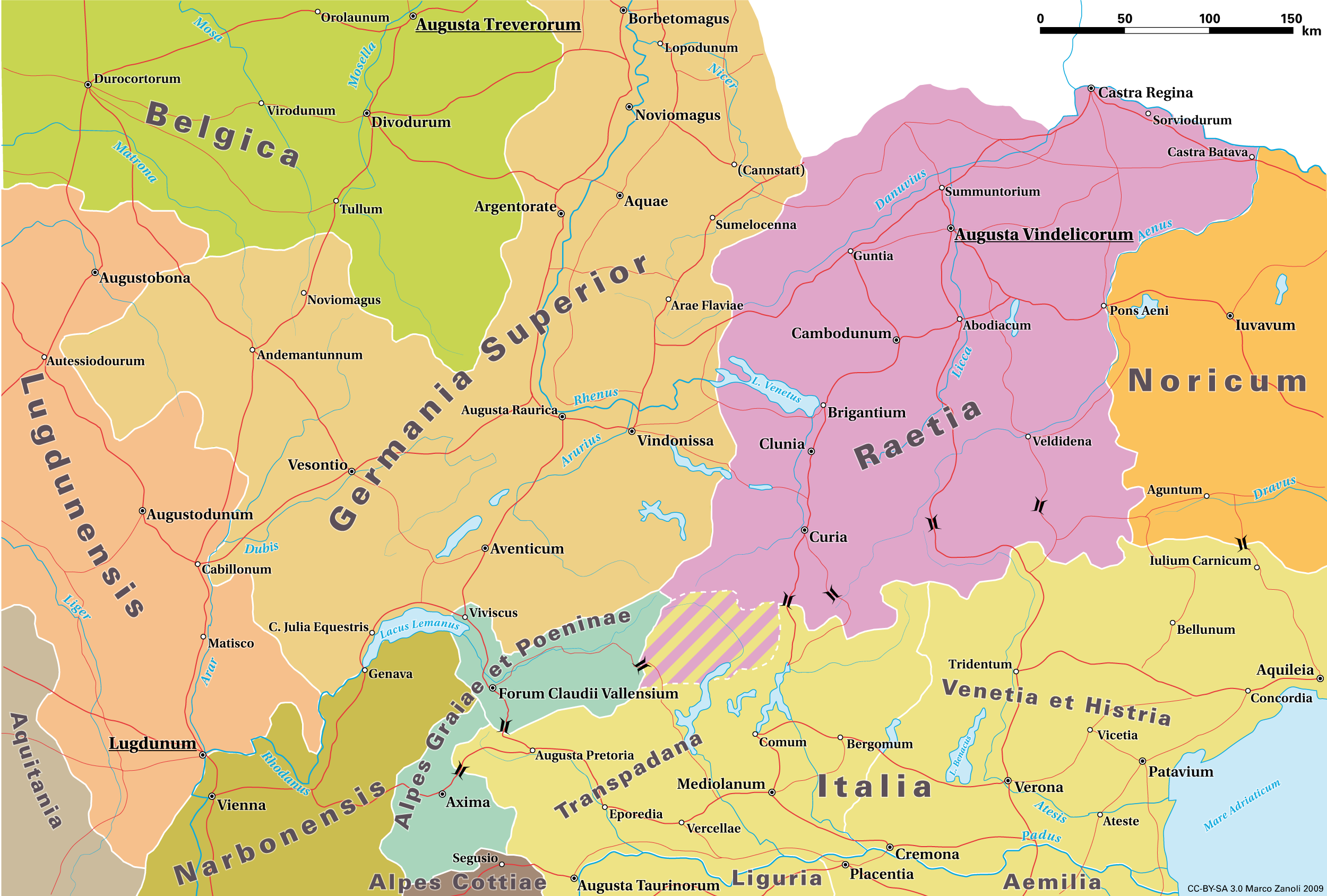
Római provinciák az Alpokban i. sz. 150 körül

A rómaiak i. e. 58 (Iulius Caesar gall háborúi) és Augustus római császár uralkodásának vége (i. sz. 14) között fokozatosan uralmuk alá hajtották a területet, amelynek keleti részét Raetia, nyugati részét kezdetben Gallia, később nagyrészt Germania Superior provinciákba tagozták be; Ticino a Pón túli Gallia, majd Itália része lett. Több helyen virágzó városokat alapítottak, emellett régi kelta települések is felvirágoztak. Előbbiek közé tartoztak Julia Equestris (Nyon) és Forum Claudii Vallensium (Martigny), utóbbiak közé a korábbi helvét főváros, Aventicum (Avenches) és Lousonna (Lausanne). A hágók már ekkor fontos szerepet játszottak: a Splügen- és a Nagy Szent Bernát-hágón haladt át az Itália és Nyugat-Germánia közötti kereskedelem jelentős része.
A népvándorlás korában Svájc területére is új népek érkeztek: a 3. században Észak-, Kelet- és Közép-Svájcba a germán alemannok, Nyugat-Svájcba a frankok és a burgundok érkeztek. A romanizált őslakók – a rétoromán néptöredéket kivéve, amelynek tagjai a Graubünden zárt völgyeiben élnek – Észak-, Közép- és Kelet-Svájcban átvették a bevándorlók nyelvét. Nyugaton, csakúgy, mint Galliában, a lakosság nem vette át a germán bevándorlók nyelvét, helyette a latin nyelvből fokozatosan francia dialektusok alakultak ki. Ticino területének lakossága a kora középkor során fenntartotta szoros kapcsolatát Itáliával így itt is az olasz nyelv használata vált általánossá.

### Középkor
Nagy Károly idején Svájc területének nagy része a Frank Birodalomhoz tartozott (6–9. század). Ekkor terjedt el a lakosság körében a keresztény vallás. A frank birodalom felbomlása után a mai Svájc területének keleti, németül beszélő része a Német-Római Birodalomhoz, a nyugati része Burgundiához került. A későbbi svájci állam magva a német nyelvű területen alakult ki.

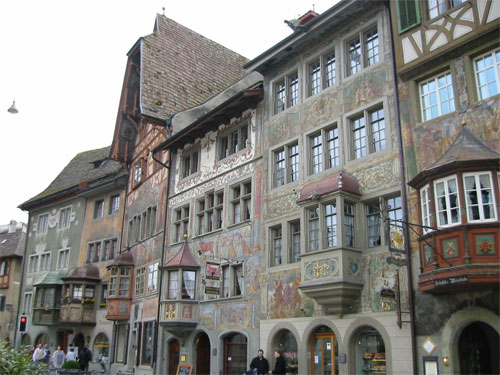
Stein am Rhein középkori házai

A Hohenstauf császárok az invesztitúraháborúk idején egyrészt a gazdag kereskedővárosok (Bern, Zürich, Solothurn stb.) támogatását szerették volna elnyerni széles körű autonómia fejében, másrészt az Itáliába vezető alpesi átjárók (főként a Szent Gotthárd-hágó) feletti ellenőrzés biztosítása végett egyes közösségeknek is birodalmi tartományi jogot és szabadságlevelet adtak. A hágók feletti ellenőrzés az Itáliáért folytatott háború miatt volt fontos.

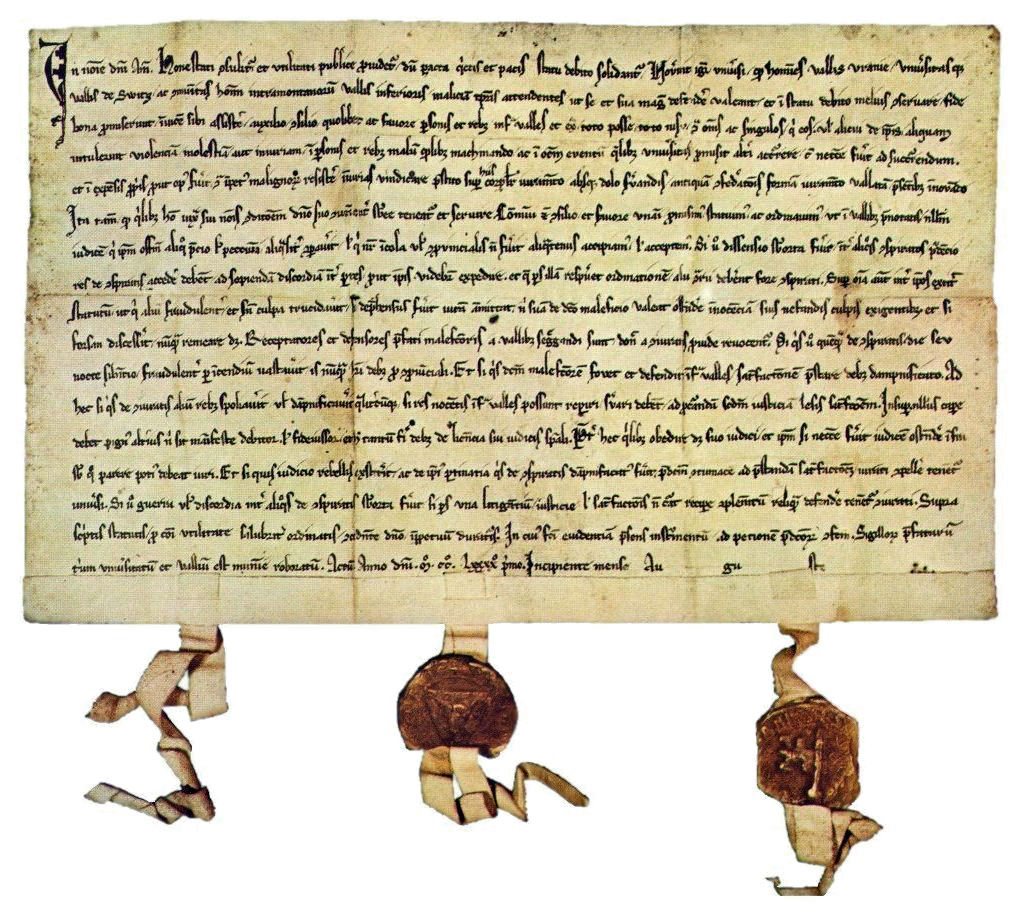
Bundesbrief, azaz szövetségi levél

A 13. századtól a központi hatalom gyengülésével helyi nemes családok, többek között a Habsburgok (akik ekkor főleg ezen a területen rendelkeztek birtokokkal), megpróbálták korlátozni ezeket a kiváltságokat. A völgyek és a városok változó összetételű átmeneti szövetségeket kötöttek érdekeik védelmére. Ezen szövetségek egyikéről tanúskodik a keltezése szerint 1291. augusztus elején írt szövetségi levél (Bundesbrief), amelyet három völgyközösség, (Uri, Schwyz, és Unterwalden, a három „őskanton”) írt alá. Bár a levél szövege utal egy korábbi szövetségre, amit az aláírók megújítanak, a svájci hagyományban az ország alapításának dokumentumaként tekintenek a levélre, és a nemzeti ünnepet a szövetség tiszteletére tartják augusztus 1-jén.
Az 1315-ös morgarteni csatában az őskantonok, amelyek a Wittelsbachok oldalára álltak a német királyi címért folytatott harcban, legyőzték a Habsburgok hadseregét, megújították és szorosabbra fűzték szövetségüket. A 14. század során további völgyközösségek és városok is csatlakoztak, részben szabad akaratukból, részben meghódításuk után (Zug). A század közepére létrejött a nyolctagú „Régi Szövetség”, majd 1513-ig több lépésben tizenhárom tagúvá bővült. A korabeli svájci szövetséget szokás Esküszövetségnek (Eidgenossenschaft) is nevezni. Ekkortól 16. század elejéig, amíg a reformáció meg nem osztotta a szövetséget, az intenzív katonai, diplomáciai és kereskedelmi expanzió korszaka következett. Északon és keleten elsősorban Zürich, Luzern és Schwyz terjesztette ki befolyási övezetét, nyugaton főként Bern, kisebb részben Fribourg és a társult (a szövetségbe be nem lépő, de együttműködő) Wallis hódított meg újabb területeket. Dél felé, a Milánói Hercegség ellenében Uri és Obwalden terjeszkedett, meghódítva a mai Ticino területét. A 15. századtól a meghódított területek nem váltak a szövetség tagjává, hanem a hódító kanton(ok) alávetett területeivé váltak, a kantonok száma évszázadokig nem változott.
A szövetség gazdasága az Alpokon áthaladó észak–déli kereskedelmen, a városok iparán, valamint elsősorban a belső területeken folyó állattenyésztésen alapult. Ehhez járult hozzá a zsoldosok közvetítéséből befolyó pénz, ami a kantonok vezetőit gazdagította és számos belső konfliktus forrásává vált. A 14–16. században a svájci gyalogság Európa-szerte a legkiválóbb egységek közé számított, és elősegítette a lendületes expanziót. Az Alpok túlnépesedett völgyeiben sokaknak a katonáskodás volt az egyetlen lehetősége a megélhetésre: őket külföldi uralkodók szívesen állították szolgálatukba. Ez ahhoz vezetett, hogy egyre gyakrabban álltak szemben egymással svájciak az európai csatákban. A 15. század végén fellángoló Itáliai háborúkban egyaránt szolgáltak svájciak a pápa, a milánói herceg és a francia király seregében.
A szövetség korántsem működött egységes államként. A 14. századi „Régi Szövetség” 2–5 kantont tömörítő szövetségek hálóját jelentette, az első állandó központi szervezet, a Tagsatzung, a közösen birtokolt alávetett területek igazgatására jött létre, és minden kanton egyenlő szavazattal rendelkezett benne. A szorosan vett tagok, a kantonok mellett társult államok  is együttműködtek a szövetséggel. Ezek közé tartozott többek között a Sankt Gallen-i bencés apátság, Wallis és Graubünden völgyeinek közösségei, valamint több más város mellett Biel, Mulhouse és Genf is.

### Újkor
Ulrich Zwingli színre lépését követően a szövetség belső rivalizálás és város–vidék ellentétek miatt amúgy is törékeny egysége felbomlott, és egy katolikus és egy református frakcióra szakadt. Bár a gazdaságilag erősebb városok a reformáció mellé álltak a katolikus kantonok katonailag még évszázadokig győztesen kerültek ki az időről-időre fellángoló belső konfliktusokból és a közösen meghódított területek igazgatásában így jelentős kedvezményeket tudtak kiharcolni. A belső ellentétek és az ekkor elterjedő tűzfegyverek miatt lecsökkenő harci előny a svájci terjeszkedés leállásához vezetett. Svájc innentől a semlegességre törekedett és nem lépett be a körülötte folyó háborúkba.
A svájci reformáció Zwingli fellépésével kezdődött az 1520-as években. Ő Luther Márton tanai alapján, de azoktól eltérve dolgozta ki saját tanítását, és egyházi reformok mellett a svájci esküszövetség megreformálására is törekedett. A laza szövetség helyett a két erős város, Zürich és Bern, vezetésével egy erősebben központosított államot képzelt el, ami a közép-svájci vidéki kantonoknak és több kisebb városnak nem tetszett: befolyásuk és önállóságuk elvesztésétől tartva tömörültek már 1524-ben – mielőtt akár Zürich, akár Bern Zwingli mellé állt volna – szövetségbe az új tanok terjedésének megakadályozására. Zwingli 1531-es halálát követően Heinrich Bullinger vette át a svájci reformáció vezetését, ő szervezte meg a svájci református egyházat.
1536-ban Genfbe költözött Kálvin János, és a francia nyelvű reformáció központjává tette a várost. A két teológiai irányzat megegyezett az 1562-ben született Confessio Helvetica posterior tanaiban, így a svájci reformáció ekkortól egységesen a kálvini reformációval azonos hitelveket hirdetett – különbözött viszont a lutheri evangélikus kereszténység tanításaitól.
Az 1648-as vesztfáliai békében az európai államok elismerték Svájc és Hollandia semlegességét és a Habsburg Birodalomtól való függetlenségét. 1798-ban a francia forradalom hadserege leigázta Svájcot és létrehozta a Helvét Köztársaságot. A bécsi kongresszus 1815-ben visszaállította Svájc függetlenségét.
Svájc szövetségi alkotmányát 1848-ban fogadták el, és jelentős mértékben módosították 1874-ben. Szövetségi hatáskörbe utalták a honvédelem, a kereskedelem és a jogi szabályozás kérdéseit. Azóta folytonos politikai, gazdasági és szociális javulás jellemzi Svájcot.
A svájci nők az utolsók között kaptak szavazati jogot Európában, 1971-ben. Az alkotmányban pedig csak 1981. június 14-én rögzítették a nők egyenjogúságát.
Svájcot külpolitikai semlegességéről ismerjük. Ezt az is mutatja, hogy egyik világháborúban sem vett részt. Az ország 2002-ben lett az ENSZ tagja.

## Államszervezet és közigazgatás

### Alkotmány, államforma
Svájc szövetségi köztársaság, vagyis teljes nevével ellentétben ma már föderáció. Kantonok alkotják. Alkotmánya csak népszavazással módosítható.

### Törvényhozás, népszavazás, végrehajtás, igazságszolgáltatás

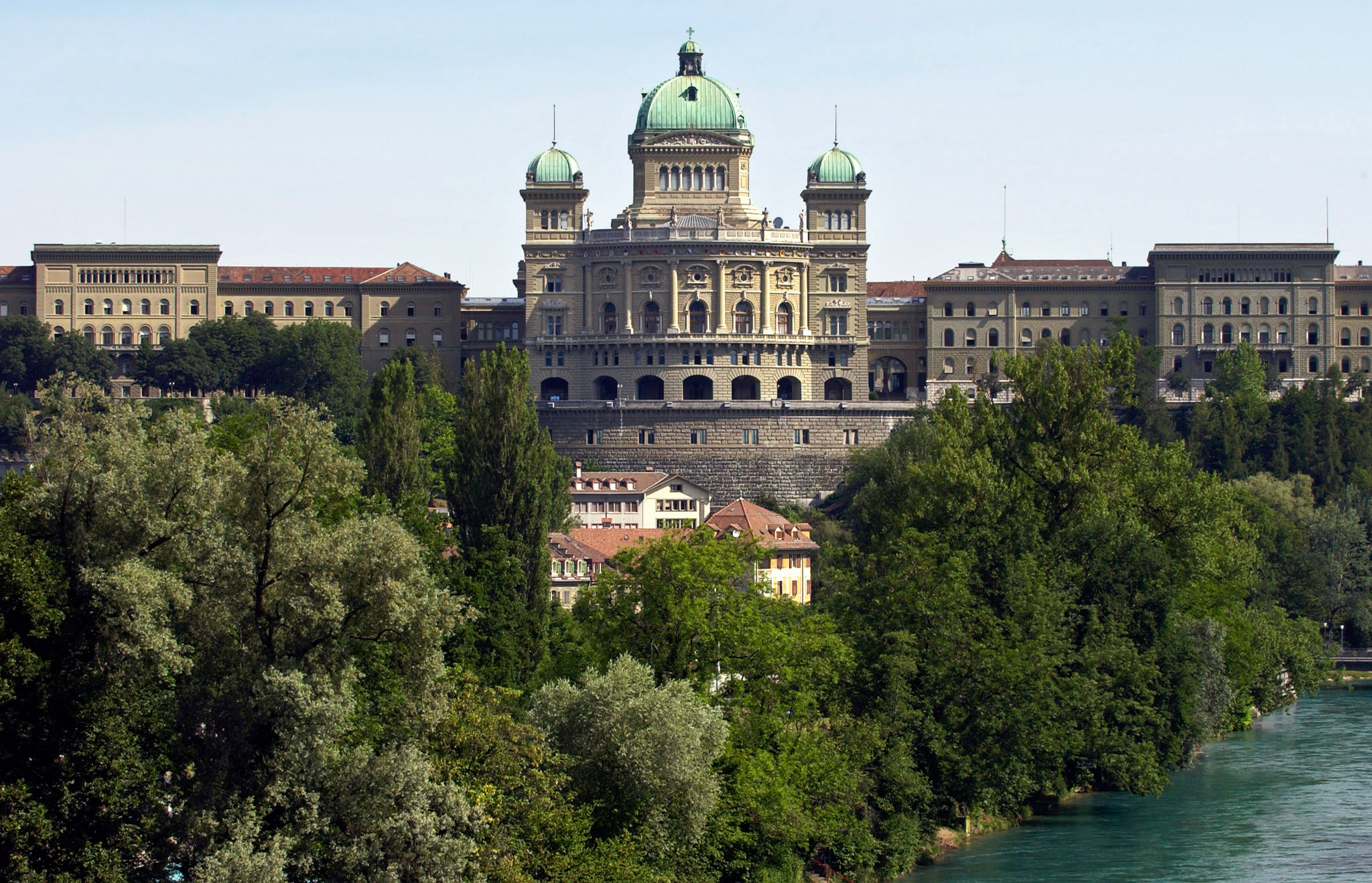
A Szövetségi gyűlés (parlament) épülete Bernben

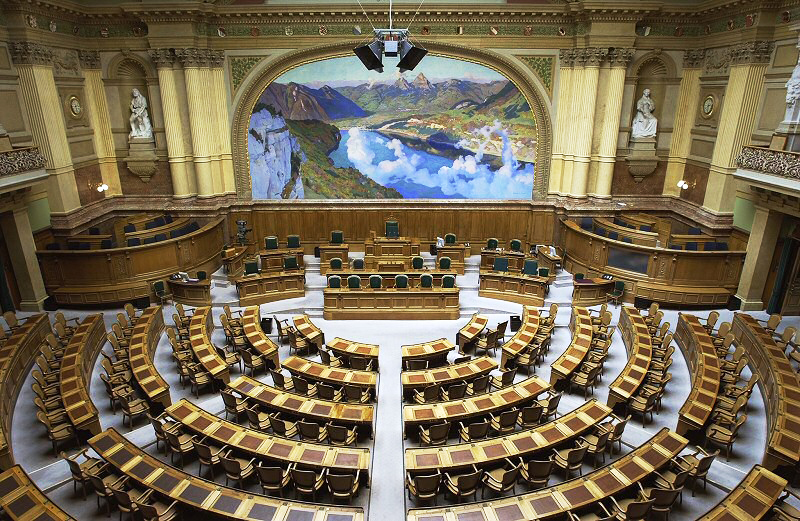
A Szövetségi gyűlés ülésterme

A svájci félig közvetlen demokrácia alapelve, hogy a hatalom a néptől származik. Ez azt is jelenti, hogy a nép fenntartja magának a két alapvető jogot, a szavazatit és a választásit. A kormányok, és a törvényhozók feladatát nem a hatalom gyakorlójaként határozza meg, hanem a közügyek működtetőjeként. Ők a közösséget a nép alkalmazottjaiként szolgálják, hogy ezzel is könnyítsék azok minden napi munkáját.
Az 1999. évi alkotmány szerint a kantonokat mindazok a hatáskörök megilletik, amelyeket nem utaltak tételesen a szövetség hatáskörébe. A kétkamarás svájci parlament – a Szövetségi Gyűlés – a legfőbb államhatalmi szerv. Az egyik kamara az Államtanács negyvenhat tagját (minden kantonból két tag, minden „fél-kantonból” egy-egy) minden kantonban közvetlenül választják, míg a másik kamarát a kétszáz tagú Nemzeti Tanácsot arányos képviseleti rendszerben, közvetlenül választják. Így érvényesülnek a konszociális demokrácia térségi és nemzeti (etnikai) alapelvei. Mindkét ház képviselőinek mandátuma négy évre szól. A Parlament mindkét házának, a Svájci Államtanácsnak és a Svájci Nemzeti Tanácsnak minden tekintetben azonos a jogköre, beleértve a jogalkotást is.
Svájcban a népszavazás a félig közvetlen demokrácia alapintézménye, a főhatalom gyakran alkalmazott eszköze. Svájc szövetségi állam, ám Németországgal ellentétben a népszavazás az alpesi országban szövetségi szinten is nagyobb szerepet kap. 1848 és 2006 között szövetségi szinten összesen 543 népszavazás volt. A nagy gyakorisággal bekövetkező voksolások, a parlament által hozott bármilyen törvény felülbírálatának a lehetősége, valamint a felesleges részvételi küszöbök és más hatalmi eszközök hiánya, amellyel a népszavazást a politikai hatalom megakadályozhatnák, élénkítik a pártok és a közvélemény kapcsolatát. Ugyanakkor arra készteti a parlamenti erőket, hogy a reformokat közösen, mindenki által elfogadható kompromisszumokkal dolgozzák ki. A népszavazás erős mivolta teszi Svájcot az ún. kompromisszumos (konszenzusos) demokrácia mintaországává. A népszavazások több mint fele az utolsó 35 évben valósult meg, és egyre népszerűbbek.
A népszavazás lebonyolítása előtt az ügyet széles körű társadalmi vitára bocsátják, majd minden szavazópolgárt kellő időben, írásban tájékoztatnak a mellette és az ellene szóló érvekről. A népszavazás mindig érvényes és az eredménye kötelező. Némelyik kantonban a népszavazás intézménye kiterjed például a költségvetés kérdéseire, beleértve az adókat és a kiadásokat. Svájcban a népszavazások kezdeményezésének három útja ismert:
- Kötelező népszavazás: Az alkotmány legcsekélyebb változását a parlament mellett a polgároknak és a kantonok többségének is jóvá kell hagynia. Ugyanez vonatkozik a nemzetközi szervezetekbe való belépésre és az egy évnél hosszabb időre tervezett és az alkotmányból nem levezethető szövetségi törvényekre.[15]
- Kezdeményezhető (fakultatív) népszavazás esetén a törvényalkotók és a kérelmezők képviselői kötelesek megtárgyalni az érvényesen beadott folyamodványt, mely tartalmazza a polgárok szükséges számú aláírását. Eredményes tárgyalás esetén a beadványt beépítik a jogszabályokba. Ha nincs köztük egyetértés a témával kapcsolatban, akkor kötelesek népszavazást kiírni.
  - Határidőhöz kötött felülbíráló népszavazás kezdeményezése a nem végrehajtott politikai döntésekre. A polgárok képviseleti szerveinek (pártok, egyesületek) lehetőségük van bármely még nem hatályos szövetségi vagy kantonális törvény népszavazás útján történő megerősítésére vagy elvetésére. Legalább nyolc kanton által kezdeményezhető a szövetségi parlament által már elfogadott törvényekről. Ehhez legalább ötvenezer támogató aláírásra van szükség.[15] Ez a választópolgárok kb. 1%-ának felel meg. Eddig egyetlen alkalommal, 2003-ban alkalmazták, akkor egy adótörvény változása váltotta ki tizenegy kanton ellenállását.
  - Kezdeményező félig-közvetlen népszavazás esetében a helyi, kantonális vagy a szövetségi kormányzat illetve a törvényhozás még a népszavazás kiírása előtt tárgyalja a javaslatot. A politikai döntéshozók javaslatát és a kezdeményezés szövegét bocsátják népszavazásra. Szövetségi szinten legalább százezer a kezdeményezést támogató aláírás kell. Ez a választópolgárok kb. 2%-ának felel meg.

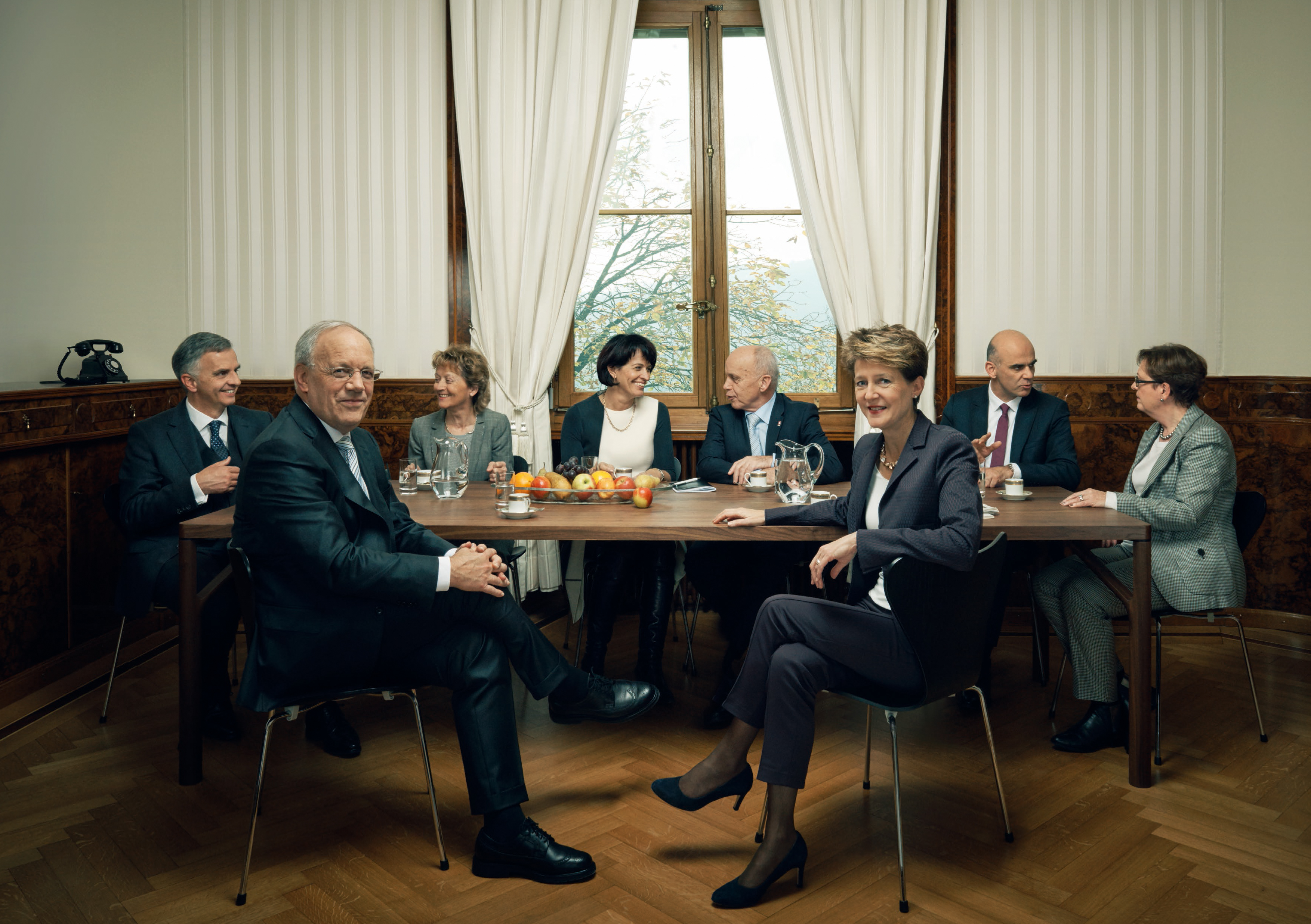
A direktoriális rendszerű Szövetségi Tanács 2015-ben

A fő végrehajtó testület a direktoriális rendszerű Szövetségi Tanács, mely hét tagot számlál. Tagjait a jelentősebb politikai pártok adják, ami megfelel a politikai ideológián alapuló konszociális demokrácia alapelvének. Bár az alkotmány szerint a Szövetségi Gyűlés választja és felügyeli a Tanács tagjait, fokozatosan a Tanácshoz került a törvényhozói folyamat irányítása, illetve a szövetségi törvények végrehajtása. A Svájci Konföderáció elnökét a Tanács tagjai közül választják. Megbízása egy évre szól, reprezentatív funkciót lát el.
A Szövetségi Legfelsőbb Bíróságok feladata a kantonok bíróságai által hozott ítéletek és a szövetségi közigazgatási szervek igazgatási rendelkezéseinek felülvizsgálata. A bírákat a Szövetségi Gyűlés választja hat évre.

### Közigazgatási beosztás
A Svájci Konföderációnak 26 kantonja van:
| - Aargau (Argovie/Argovia) - Appenzell Innerrhoden (Appenzell Rhodes-Intérieures/Appenzello Interno/Appenzell dador) * - Appenzell Ausserrhoden (Appenzell Rhodes-Extérieures/Appenzello Esterno/Appenzell dadens) * - Basel-Stadt (Bâle-Ville/Basilea-Città/Basilea-Citad) ** - Basel-Landschaft (Bâle-Campagne/Basilea-Campagna/Basilea-Champagna) ** - Bern (Berne/Berna) - Fribourg (Freiburg/Friburgo/Friburg) - Genf (Genève/Ginevra/Genevra) - Glarus (Glaris/Glarona/Glaruna) - Graubünden (Grisons/Grigioni/Grischun) - Jura (Giura) - Luzern (Lucerne/Lucerna) - Neuchâtel (Neuenburg) | - Nidwalden (Nidwald/Nidwaldo/Sutsilvania) *** - Obwalden (Obwald/Obwaldo/Sursilvania) *** - Sankt Gallen (Saint-Gall/San Gallo/Son Gagl) - Schaffhausen (Schaffhouse/Sciaffusa/Schaffusa) - Schwyz (Svitto/Sviz) - Solothurn (Soleure/Soletta/Soloturn) - Thurgau (Thurgovie/Turgovia) - Ticino (Tessin) - Uri - Wallis/Valais/Vallese/Vallais) - Vaud (Waadt/Vad) - Zug (Zoug/Zugo) - Zürich (Zurich/Zurigo/Zuritg) |

A párban csillag(ok)kal jelölt kantonokat Svájci Államtanácsban csak egy képviselő képviseli.
A kantonok összesen 2636 helyhatósági területre vannak osztva.

### Politikai pártok
1959 óta a négy nagy párt a „mágikus formula” szerint képviselteti magát a Szövetségi Tanácsban: két főt adnak a kereszténydemokraták (CVP/PDC, Christliche Volkspartei), két főt a szociáldemokraták (SPS/PSS, Sozialdemokratische Partei der Schweiz), két főt a szabad demokraták (FDP/PRD, Freisinnig-Demokratische Partei), egyet pedig a néppártiak (SVP/UDC, Schweizerische Volkspartei). Ezt a hagyományos elosztást azonban semmilyen törvény nem írja elő, és a 2003-as svájci választásokon a CVP/PDC egyik tanácsbeli helyét át kellett adja az SVP/UDC-nek. A pártok első rövidítése a német, a második a francia.

## Népesség

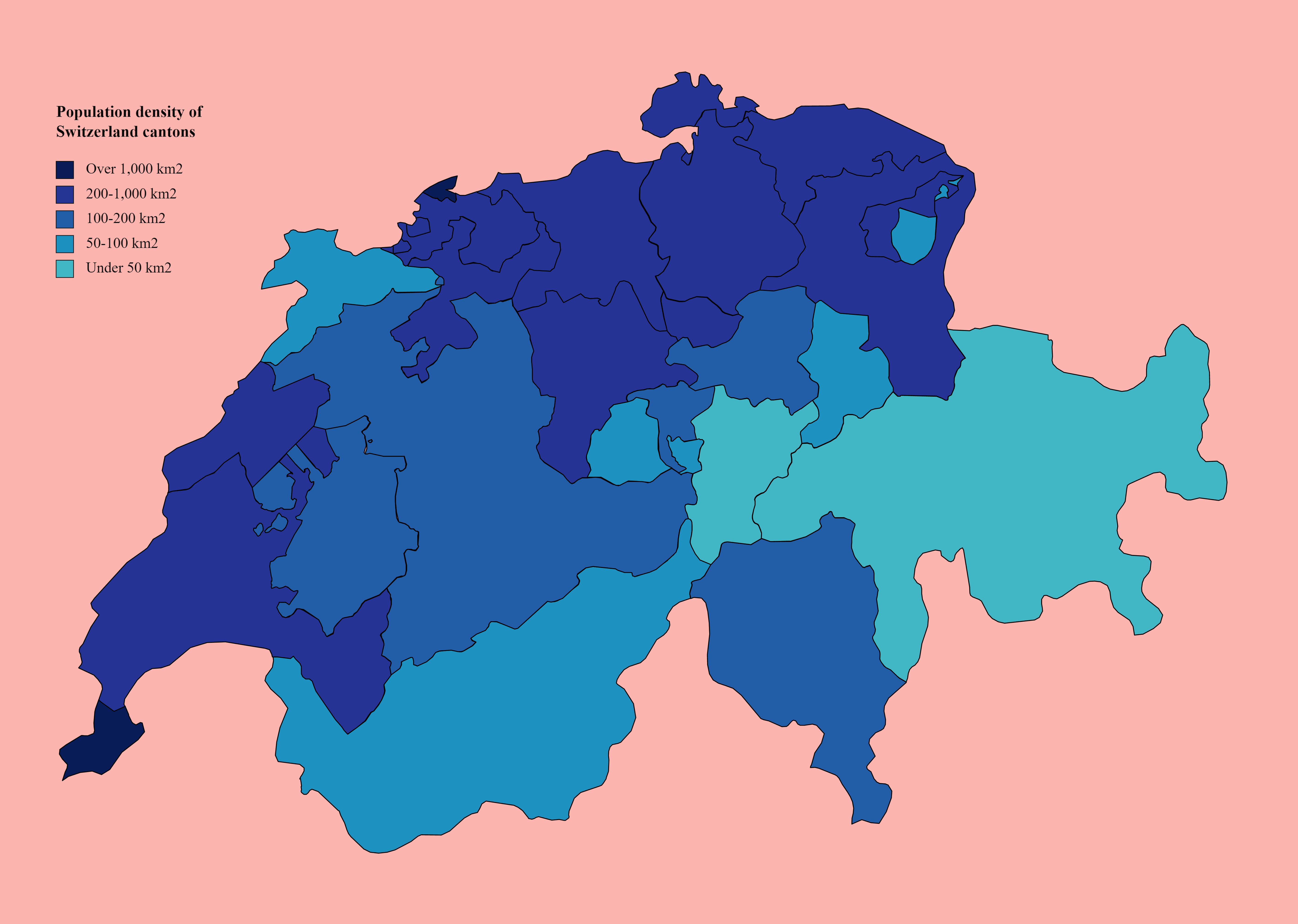
Svájc népsűrűsége 2022-ben

### Népességének növekedése
| Lakosok száma | 5 327 827 | 5 918 002 | 6 307 347 | 6 294 365 | 6 470 365 | 6 875 364 | 7 110 001 | 7 389 625 | 7 912 398 | 8 902 308 |
|               | 1960      | 1966      | 1973      | 1979      | 1985      | 1992      | 1998      | 2004      | 2011      | 2023      |

### Nyelvi összetétel

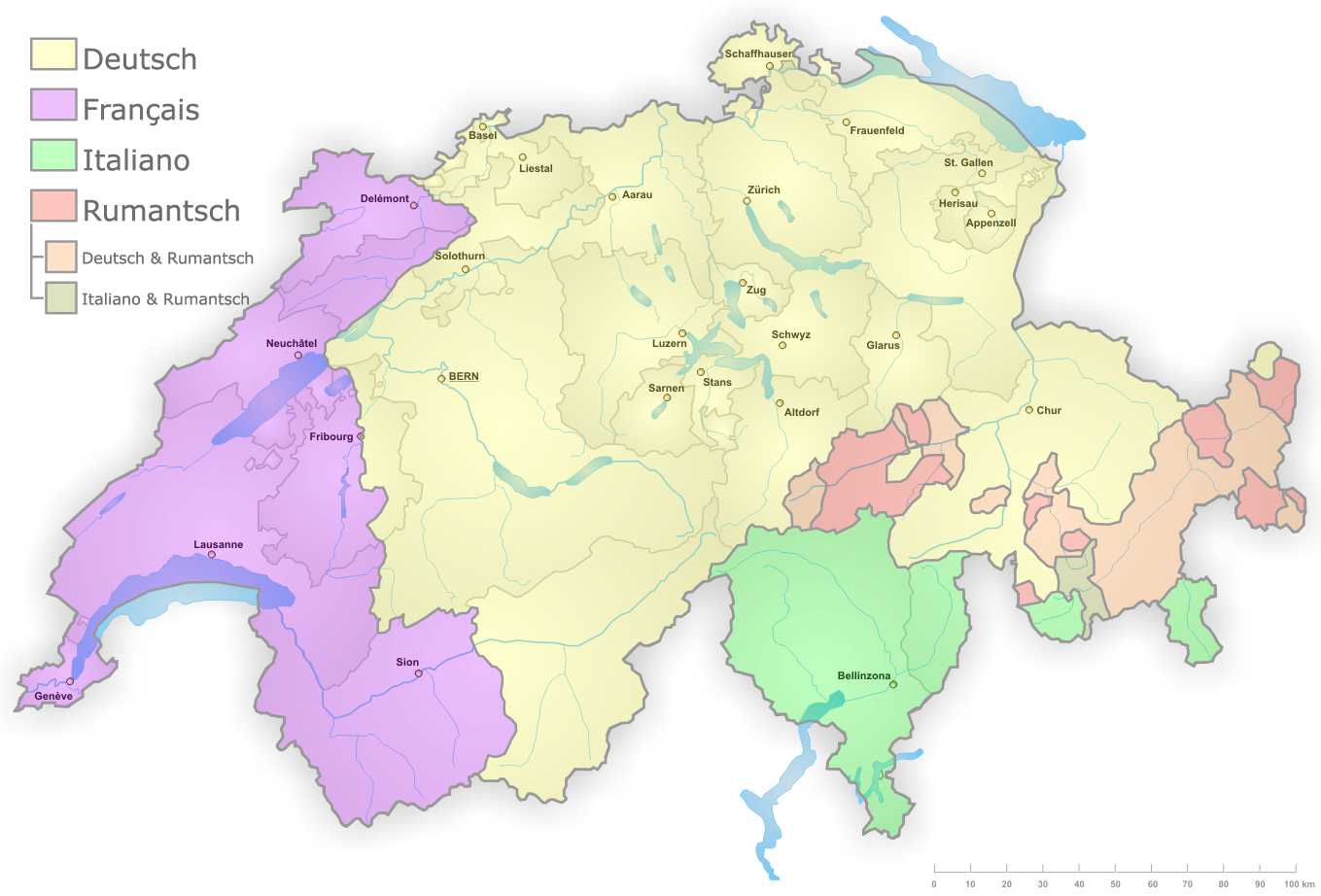
Nyelvek Svájcban

Az országban letelepedett külföldiek és időszaki vendégmunkások a lakosság mintegy 20%-át teszik ki.
Svájc több nagy európai hatalom közötti ütközőállam szerepét töltötte be, ami nagyban befolyásolta az ország nyelvét és kultúráját. Svájcnak négy hivatalos nyelve van: a német (64%; sárga) északon és az ország közepén, a francia (19%; lila) nyugaton, az olasz (8%; zöld) délen, és végül a latin nyelvcsaládhoz tartozó romans (rétoromán), amit egy apró kisebbség beszél (<1%; vörös) a délkeleti Graubünden kantonban. Az országban beszélt német nyelv a Schwitzerdütsch. Ez nem egységes nyelv, hanem egy sor különböző svájci dialektus. Nincs elfogadott írott formája: az újságok és a folyóiratok a svájci Hochdeutschot (irodalmi német nyelv) használják, ami jelentősen eltér a németországi és az osztrák irodalmi nyelvtől. A rádió-, illetve TV-adásokban mind a dialektusok, mind a Hochdeutsch svájci változata, ritkán a németországi Hochdeutsch is előfordul. A Svájcban beszélt francia nyelv némileg különbözik a hivatalos franciaországi francia nyelvtől, azonban megegyezik a francia Felső-Szavoja (Haute-Savoie) kerület egyes részein beszélttel. Ticino kantonban a nyugat-lombard dialektus ticinói, illetve comói verzióját beszélik, bár itt a hivatalos az irodalmi olasz nyelv. Ezt beszéli minden művelt – akár más kantonbeli – svájci is, persze a saját nyelvi sajátosságaik érződnek rajta. Számos svájci beszél több mint egy nyelvet.

### Vallási összetétel
A legnagyobb vallási felekezet, a római katolikus, a lakosság mintegy 42%-át teszi ki. Különböző protestáns felekezetekhez tartozik a lakosság mintegy 33%-a (lásd még: Református egyházak, Kálvin, kálvinizmus, Ulrich Zwingli). A bevándorlók meghonosították az iszlám (4,5%) és az ortodox felekezeteket (2%) mint számottevő kisebbségi vallásokat. Jelen vannak zsidó, buddhista, hindu és keresztény egyházak egyéb vallási közösségei is, egyenként 1%-nál kisebb részaránnyal. A lakosság fennmaradó része (kb. 11%) még kisebb vallási kisebbségekhez tartozik, vagy nem tagja egyetlen felekezetnek sem.

## Gazdaság

### Általános adatok

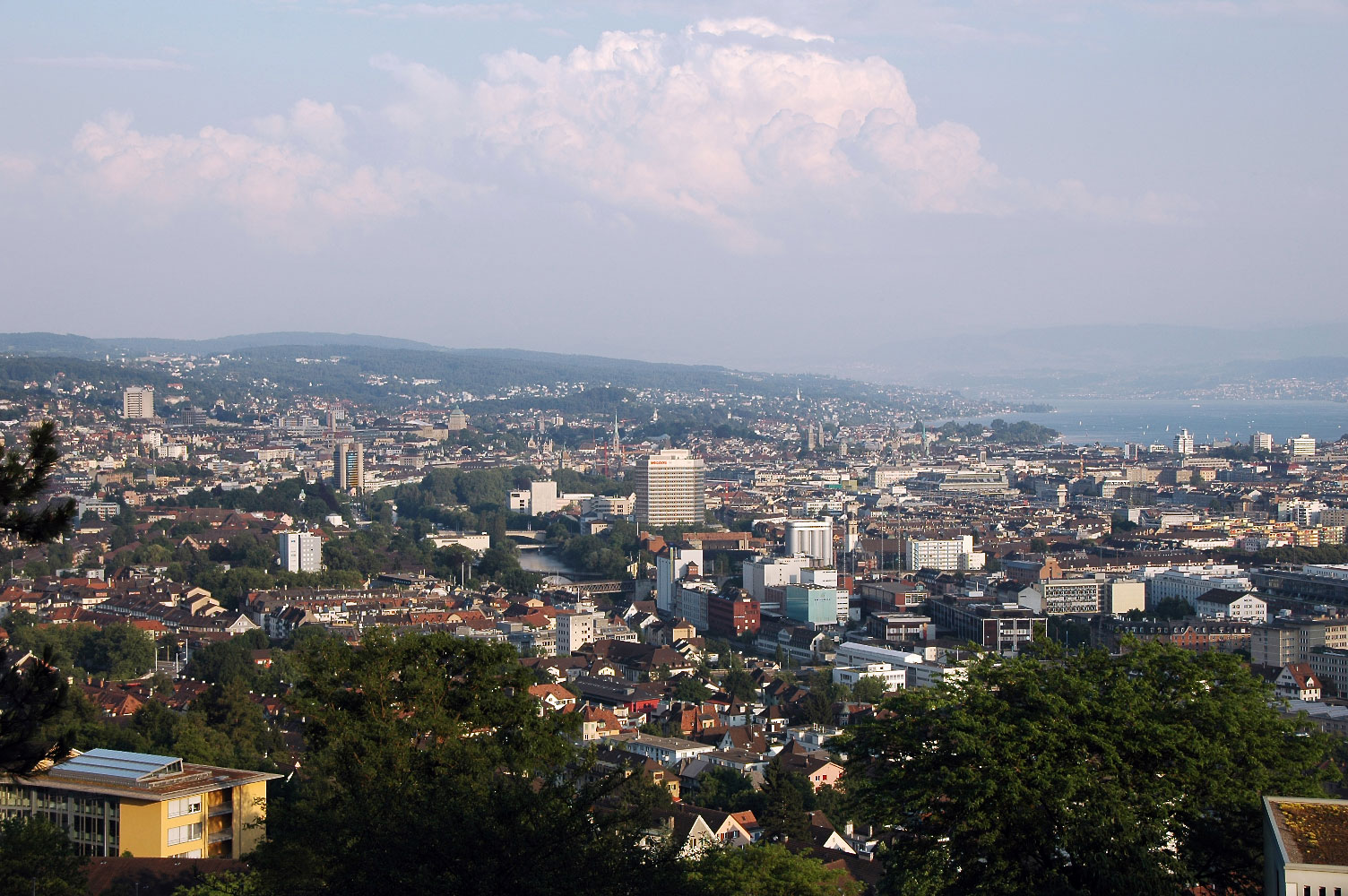
Zürich városa, a világ egyik legmagasabb életszínvonalú települése

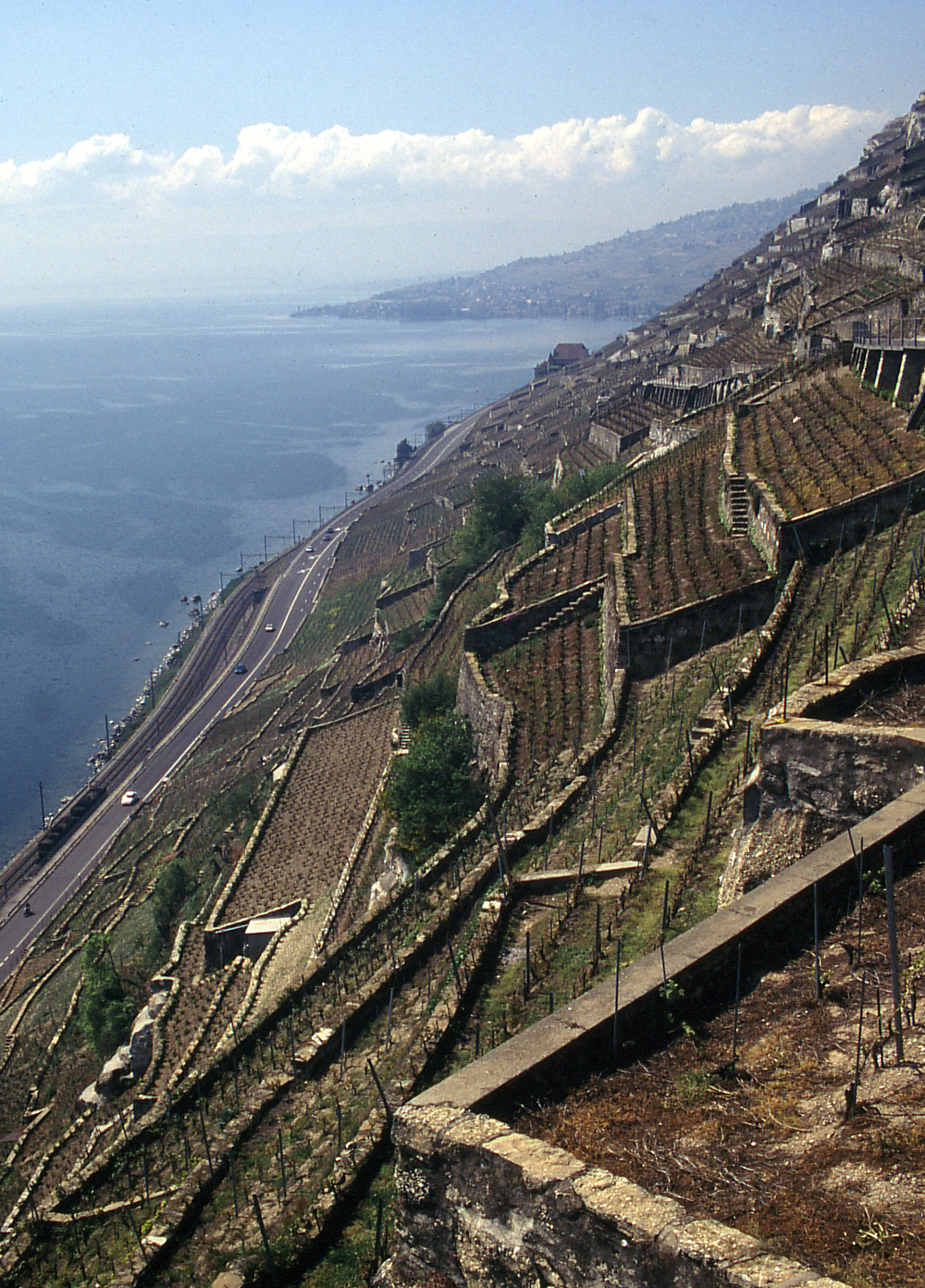
Szőlőskertek Montreux mellett

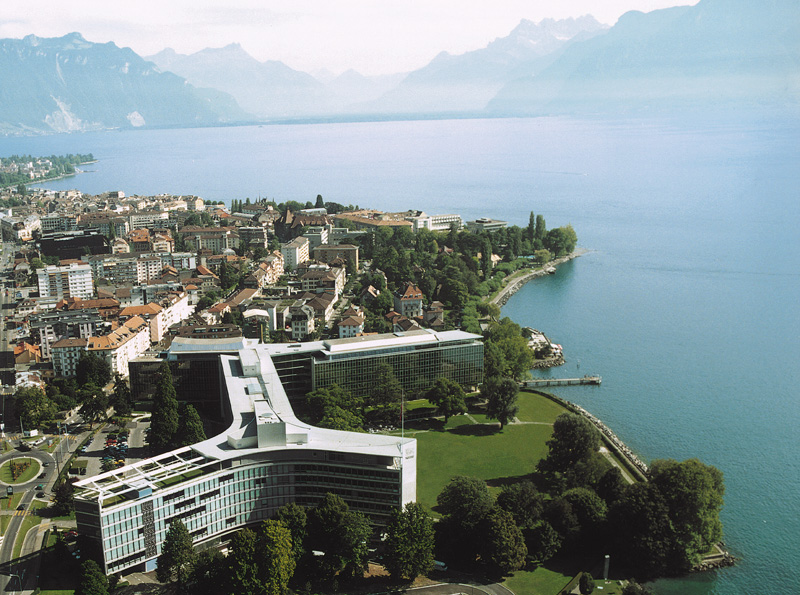
A Nestlé cég központja (az előtérben)

Svájc virágzó és stabil modern piacgazdaság. 2024-ben Európában a negyedik az egy főre jutó GDP mértékében. A svájci gazdaság egyike Európa legfejlettebb és legstabilabb gazdaságainak. A Világgazdasági Fórum 2009–2010-es listája szerint a világ legversenyképesebb országa.
2017-ben végzett kutatás szerint Svájc a világ legstabilabb gazdasága. Svájcban volt a világ legalacsonyabb inflációs rátája: a 117 éves átlag 2,2 százalék.
| Év   | GDP (milliárd CHF) | GDP per fő (CHF) | GDP növekedés (reál) | Infláció (százalék) | Munkanélküliség (százalék) | Államadósság (GDP %-ban) |
| ---- | ------------------ | ---------------- | -------------------- | ------------------- | -------------------------- | ------------------------ |
| 2010 | 608.2              | 78,121           | 2.9 %                | 0.7 %               | 3.5 %                      | 42.5 %                   |
| 2011 | 621.3              | 78,946           | 1.8 %                | 0.2 %               | 2.8 %                      | 42.9 %                   |
| 2012 | 626.2              | 78,723           | 1.0 %                | −0.7 %              | 2.9 %                      | 43.7 %                   |
| 2013 | 638.3              | 79,404           | 1.9 %                | −0.2 %              | 3.2 %                      | 42.9 %                   |
| 2014 | 649.8              | 79,827           | 2.5 %                | 0.0 %               | 3.0 %                      | 43.0 %                   |
| 2015 | 654.1              | 79,407           | 1.3 %                | −1.1 %              | 3.2 %                      | 43.0 %                   |
| 2016 | 661.6              | 79,137           | 1.7 %                | −0.4 %              | 3.2 %                      | 41.8 %                   |
| 2017 | 669.6              | 79,357           | 1.8 %                | 0.5 %               | 3.2 %                      | 42.6 %                   |
| 2018 | 689.9              | 81,322           | 2.8 %                | 0.9 %               | 2.5 %                      | 40.5 %                   |

### Gazdasági ágazatok

#### Bankrendszer
Svájcnak ma is jelentős jövedelmet hoz a több évszázados hagyományokon alapuló bankrendszere, amely a biztosítási üzletágban is jelentős eredményekkel dicsekedhet. A banktitok szentsége éltette egészen a legutóbbi időkig, amikor is kénytelen volt az EU és az USA nyomására ezen lazítani. Nemritkán háborúban egymással szemben álló államok is itt tudták biztonságban értékeiket. Sokáig a kisemberek és a nagyiparosok adó elől eltitkolt jövedelmei is itt kötöttek ki. Svájc továbbra is „menedékhely” a befektetők számára, a banktitok viszonylag szigorú védelme és a svájci frank hosszú távú értékállósága miatt.

#### Mezőgazdaság
Az ország mezőgazdaságában az állattenyésztés vezet. A szarvasmarhát elsősorban tejéért tartják. Az állatokat télen istállókban - a hegyi réteken nyáron lekaszált és megszárított - szénával, száraz takarmánnyal etetik. Tavasszal felhajtják őket a havasi legelőkre, ahol a friss hegyi füvet legelik. Ősszel visszatérnek az istállókba. Az állattenyésztésnek ezt a módját havasi pásztorkodásnak vagy más néven alpesi tehenészetnek is nevezik. A szarvasmarhacsordák nagyságát nem a havasi rétek mérete, hanem a kaszálókon összegyűjthető takarmány mennyisége szabja meg, ezért a szénát a legmeredekebb hegyi lejtőkről is begyűjtik. Az állattartás gazdasági nehézségei miatt egyre több parasztgazdaság szűnik meg. Ez nem csak gazdasági hanem természeti veszélyekkel is jár. Ha nem kaszálják, legeltetik a fűtakarót, akkor megnő a lavinaveszély, s pusztul a talaj is. Ugyanakkor a legelők, a pásztorkunyhók látványa hozzátartozik az alpesi táj képéhez. A természetvédelem és az idegenforgalom közös érdeke a havasi pásztorkodás fenntartása. Az európai államok között Svájc a gyümölcstermesztésben tűnik ki.

#### Ipar
A legfontosabb ipari szektor az óragyártás, a gépgyártás és a textilipar. Jelentős az orvosi műszerek gyártása, és nagyon fontos a gyógyszeripar. A két legnagyobb gyógyszergyártással foglalkozó cég a Novartis és a Roche.

#### Kereskedelem
Svájcban fontos bevételi forrást jelent a turizmus, a legkiemelkedőbb és leglátogatottabb vidékei a Genfi-tó környéke, illetve az Alpok, települései Interlaken, Locarno, Lugano, Bázel, Zürich, Genf, Lausanne, Luzern. A bevétel főleg a téli időszakban növekszik.
Az utóbbi években Svájc piaci gyakorlatát az Európai Unióban elfogadott normákhoz igazította, hogy növelje nemzetközi versenyképességét. Bár Svájc a közeljövőben nem tervezi a teljes jogú EU-tagságot, 1999-ben Bern és Brüsszel a kereskedelem további liberalizálásáról szóló egyezményt írt alá. Tárgyalások folynak a további együttműködés lehetőségeiről. Svájc az Európai Szabadkereskedelmi Társulás (EFTA) tagja.
Svájc a saját termékeivel is teret nyert a nemcsak az európai, hanem a világkereskedelemben is.
A leghíresebb svájci termékek:
- Swatch (óra)
- Toblerone, Milka (csokoládé)
- Maggi (ételízesítő)
- Logitech (számítógép-periféria)
- Ricola (gyógynövényes cukor)
- Nestlé (élelmiszer)
- Ementáli sajt
- Gruyère sajt

##### Külkereskedelem
Svájc sikeres kereskedelmi kapcsolatokat ápol a világ számos országával. Az ország GDP-jének több mint fele a külkereskedelemből származik.
Export:
- Legfontosabb cikkek: gépek, gyógyszerészeti termékek, órák, ékszerek, mezőgazdasági termékek
- Legjelentősebb partnerei (2015) [32]:  Németország 14,2%, USA 10,6%, Hong Kong 8,7%, India 7,3%, Kína 6,9%, Franciaország 6,1%, Olaszország 5,4%, Egyesült Királyság 4,8%

Import:
- Legfontosabb termékek: gépek, vegyipari termékek, járművek, mezőgazdasági termékek, textília
- Legjelentősebb partnerei (2015) [32]:  Németország 20,7%, Egyesült Királyság 12,8%, USA 8,1%, Olaszország 7,8%, Franciaország 6,7%, Kína 5,1%

### Energiapoltika
Az energiapolitika csak 1990-ben került be Svájc alkotmányba. 1990-től kezdve minden kanton saját energiatörvényt és energiapolitikai rendeletet alkotott. Az első szövetségi szintű energiatörvény 1999. január 1-jén lépett hatályba. A 2011-es fukusimai katasztrófát követően a Szövetségi Tanács kidolgozta a 2050-ig szóló energiastratégiát, amely 2018. január 1-jén hatályba lépett.
Az "Energiastratégia 2050" céljai a következők:
- a megújuló energiaforrások elterjedésének előmozdítása,
- a külföldről származó fosszilis tüzelőanyagoktól való függőség csökkentése,
- az energiafogyasztás csökkentése, az energiahatékonyság növelése.
- A meglévő atomerőművek mindaddig üzemben maradhatnak amíg biztonságosak, de új atomerőművek építése tilos.[34]

A svájci villamosenergia-mix 2021-ben mintegy 55 százalékban vízenergiából és jó 35 százalékban atomenergiából állt. A fennmaradó villamos energiát hulladékégető művek és új megújuló energiaforrások, mint a szél, a napenergia és a biomassza szolgáltatta. 2024-ben összesen nettó 75,7 terawattóra villamos energiát termeltek Az országban mintegy 1300 vízerőmű 48,3 TWh-t termelt (19,4 TWh-t a folyóvízi erőművek és 28,9 TWh-t a tárolóerőművek). A hagyományos hőerőművek és a megújuló energiák, mint a fotovoltaikus és szélerőművek kb 12 százalékkal járultak hozzá a villamosenergia-termeléshez, ami 9,2 TWh-át jelentett. Az 1960-as években Svájc környezetvédelmi okokból az atomenergiát részesítette előnyben a fosszilis tüzelőanyagokkal szemben. Svájc négy atomerőműve 2024-ben mintegy 23 TWh energiát állított elő: 
- Beznau-1 (1969 óta üzemel, Westinghouse nyomottvizes reaktor, teljesítménye 365 megawatt)
- Beznau-2 (1972 óta üzemel,  azonos a Beznau-1-gyel, teljesítménye 365 megawatt)
- Gösgen (1979 óta üzemel,  Siemens nyomottvizes reaktor, teljesítménye 1010 megawatt)
- Leibstadt (1984 óta üzemel, General Electric forrásvizes reaktor (BWR-6), teljesítménye 1233 megawatt)

A Mühleberg atomerőmű 1972-től működött, de 2019-ben leállították.
A tervek szerint 2035-re Svájc teljes energiafogyasztása 43 százalékkal csökken a 2000-es évhez képest, a villamosenergia-fogyasztás pedig 13 százalékkal. Ennek eléréséhez új megújuló energiákból származó villamosenergia-termelésnek 2 terawattóráról 14,5 terawattórára kell növekednie - azaz Svájc villamosenergia-fogyasztásának negyedével.

## Közlekedés

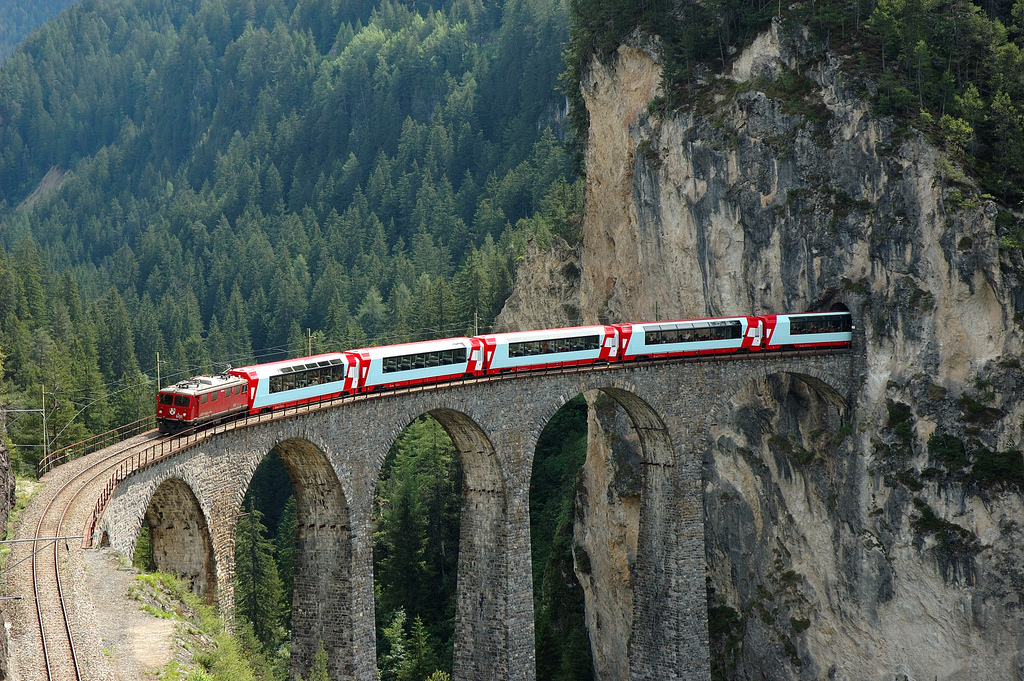
Vonat halad át a Landwasserviadukton

### Közút
Közút hálózata: 71 298 km, ebből 1758 km autópálya.
Svájc közúti hálózata az egyik legfejlettebb a világon. A lakosság nagy része kevesebb mint 10 km-re lakik valamelyik autópályától.

### Vasút
Vasúthálózata kb. 4500 km 100%-ban villamosított. Itt található Európa legmagasabban fekvő vasútállomása, amely lakott településhez tartozik (Jungfraujoch, 3454 méter).

### Légi
Légi közlekedés: hatvanhárom repülőtér található Svájcban, ebből három nemzetközi légikikötő, tizenegy regionális reptér, negyvennégy magánreptér, ezenkívül van még öt olyan repülőtér, amit a hadsereg a civil szférával közösen üzemeltet. A legnagyobb repülőterek Kloten (Zürich) és Cointrin (Genf).

### Vízi
Az egyetlen nemzetközi kikötő a Rajnán található, Bázelban.

## Telekommunikáció
| Hívójel prefix | HB, HE |
| ITU zóna       | 28     |
| CQ zóna        | 14     |

## Kultúra

### Oktatási rendszer

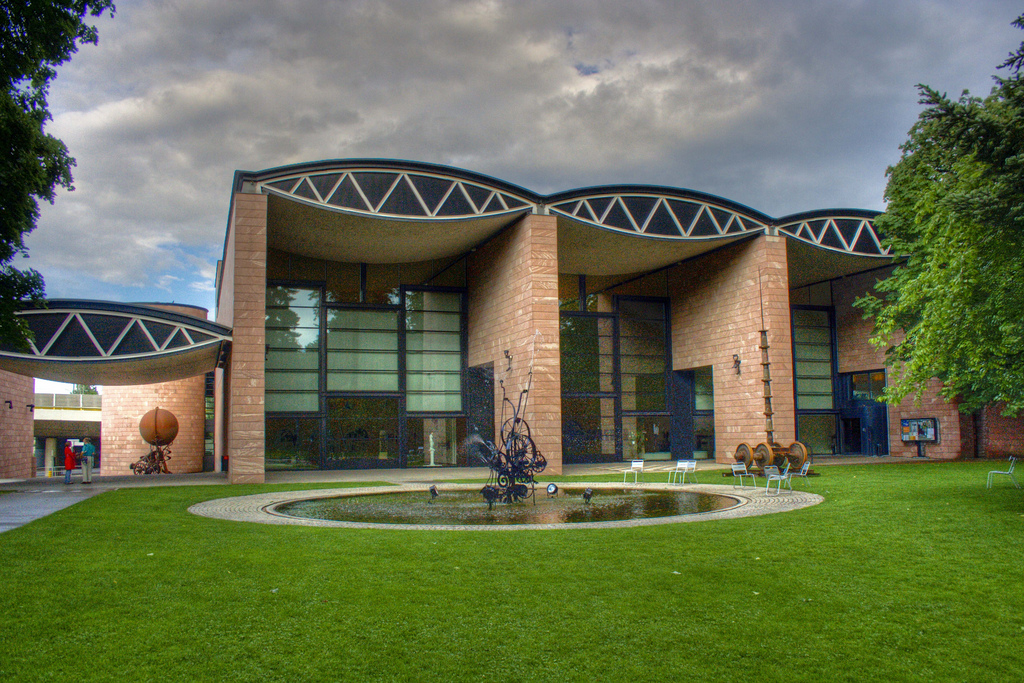
Tinguely Múzeum, Bázel

Svájcban az oktatási rendszer más mint Magyarországon és kantononként is változó. Az óvoda („Kindergarten”) a gyermekek képességeitől függően két vagy három évig tart. Ezt követi az általános iskola („Primarschule”), ahol hat évig tanulnak a gyerekek. Az általános iskola után a „Sekundarschulé”-ba kerülnek a gyerekek, ami három év (7., 8., 9.). Utána jön vagy a szakmai képzés („Lehre”, ami három vagy négy évig tart) vagy a második évtől a gimnázium, ami ebben az esetben csak négy éves, de lehet hat éves is, ha közvetlen a „Primarschulé”-ból megy oda a gyerek. Nincs minden városban gimnázium, általában csak nagyobb városokban, ahová összegyűjtik a környező települések tanulóit. Aki szakmát akar tanulni és még nem tudott választani, vagy nem sikerült a felvételije, a „Sekundarschule” után van egy úgynevezett tizedik iskolaév (áthidaló év). Itt is van több lehetőség, például gimnáziumba előkészítés, külföldieknek integrációs kurzus stb.
A tanulmányi eredmények minősítése (osztályzás) hatfokozatú: a hatos a legjobb, de használnak féljegyeket is. A diákoknak hetente kb. harminc órájuk van. Az ebédszünetük egyórás, majd délután is vannak óráik. Az ebédszünet változó aszerint, kinek milyen órarendje van, általában 2×45 perc. A diákok általában otthon étkeznek, kivétel az, aki „Hort”-ban (napköziben) vagy a gimnáziumi menzán ebédel.
A tanév hosszú, nyáron csak négy hét a szünet, de van őszi, téli és tavaszi szünet is, amik két-két hétig tartanak. Az iskolák eléggé konzervatívak, ragaszkodnak a szabályaikhoz, de sok lehetőség van a szabadon választható tantárgyak terén. Különbség van az állami és a fizetős iskolák között is. Ez utóbbiak akkor tekinthetők „jó”-nak, ha az ún. „Staatlich anerkannt” (államilag elismert) címet viselik.

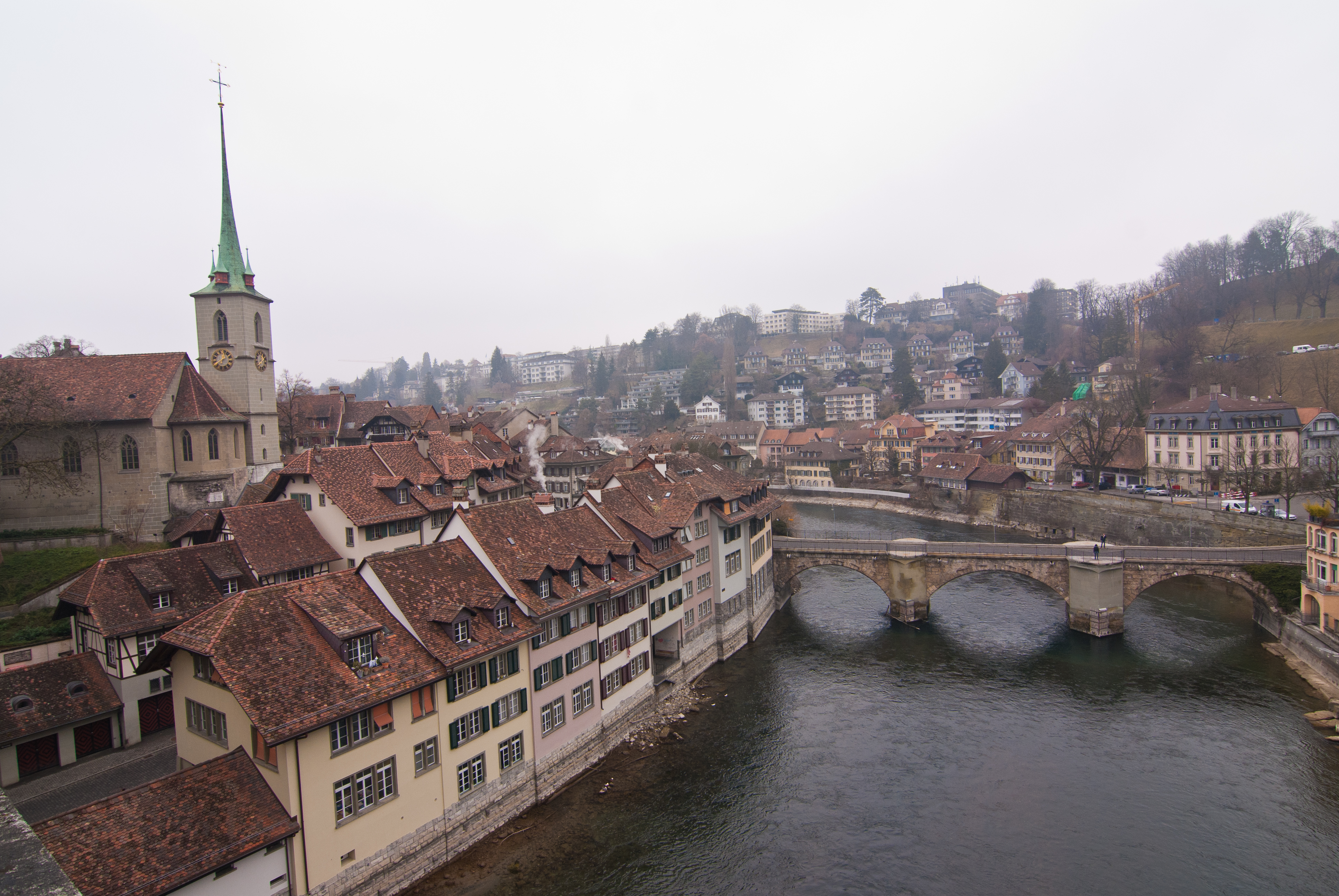
Bern óvárosa

### Kulturális intézmények
Svájcban több mint kilencszáz múzeum található, amiket évente tizenegy millió ember látogat. Például:
- Paul Klee Múzeum (Bern)
- Tinguely-Múzeum (Basel)
- Dürrenmatt Center (Neuenburg)
- Olimpia múzeum

#### Kulturális világörökség

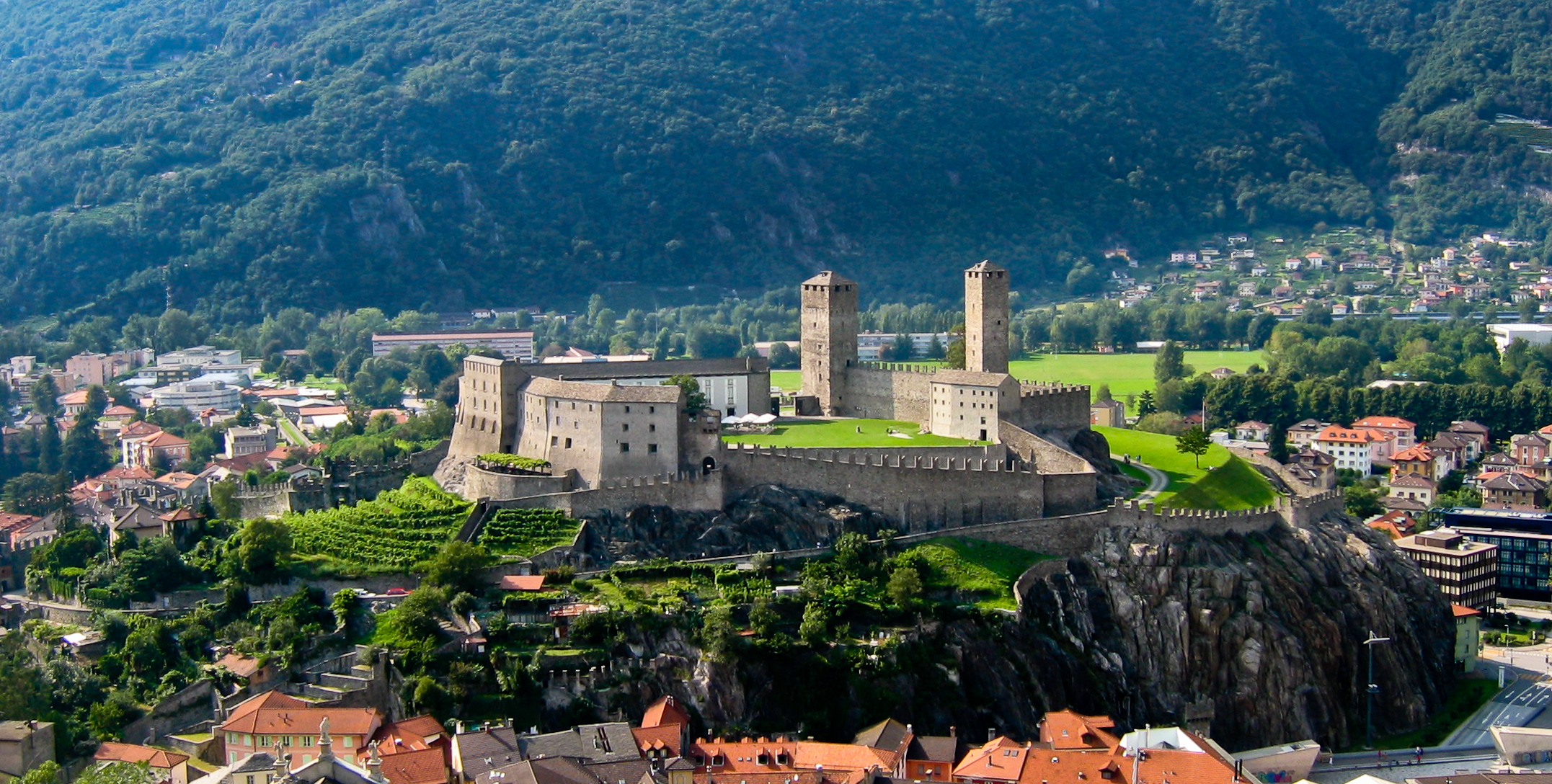
Bellinzona erődje

Az UNESCO kulturális világörökséggé nyilvánította Svájcban a következő helyszíneket:
- A Sankt Gallen-i kolostor;
- A müstairi Szent János benedekrendi kolostor;
- Bern óvárosa;
- Bellinzona három vára és vásárvárosának védőfala és bástyái;
- Lavaux teraszos szőlőültetvényei;
- A rhaetiai vasútvonal Albulában és a Bernina kultúrtáj (Olaszországgal közös));
- La Chaux-de-Fonds / Le Locle órakészítő városok;
- Történelem előtti cölöpházak az Alpok közelében - nemzetközi helyszín több svájci cölöpházzal;
- Le Corbusier építészeti munkái - nemzetközi helyszín több svájci épülettel

### Művészetek

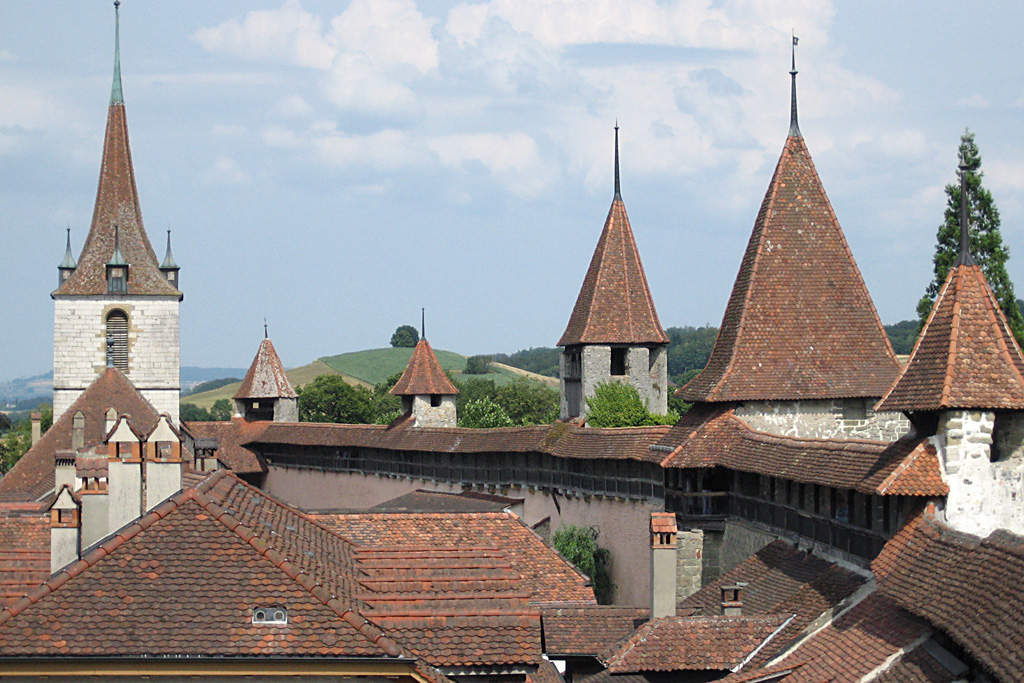
Murten óvárosának fala

#### Építészet
A 20. század egyik legnagyobb építésze Le Corbusier. (1887–1965)
Jacques Herzog és Pierre de Meuron nemcsak a Laban Tánccentrumot tervezték Londonban, hanem az Olimpiai Stadiont is a 2008-as pekingi olimpiai játékokra.
Az Egyesült Államokban elismert építész Christian Menn, aki a bostoni Charles folyó hídját tervezte.

#### Képzőművészetek
- Festészet

A 19-20. század legnagyobb festőművészei:
- Albert Anker (főképp gyerekportrékat, történelmi témájú képeket festett)
- Arnold Böcklin (a német szimbolizmus egyik képviselője)
- Ferdinand Hodler (a tájképeiről híres, 1911-ben két bankjegyre is rányomtatták festményeinek egy-egy motívumát)
- H. R. Giger festő, képzőművész, szobrász

#### Filmművészet
Híres svájci filmrendezők:
- Xavier Koller: A remény útja című alkotásáért megkapta a legjobb külföldi filmnek járó Oscar-díjat 1991-ben.
- H. R. Giger: Az Alien: Nyolcadik utas a halál karaktereinek megalkotója, 1980-ban Oscar-díjat kapott.
- Marc Foster: ő rendezte a Szörnyek keringője, és az Én, Pán Péter című filmeket.

#### Zene

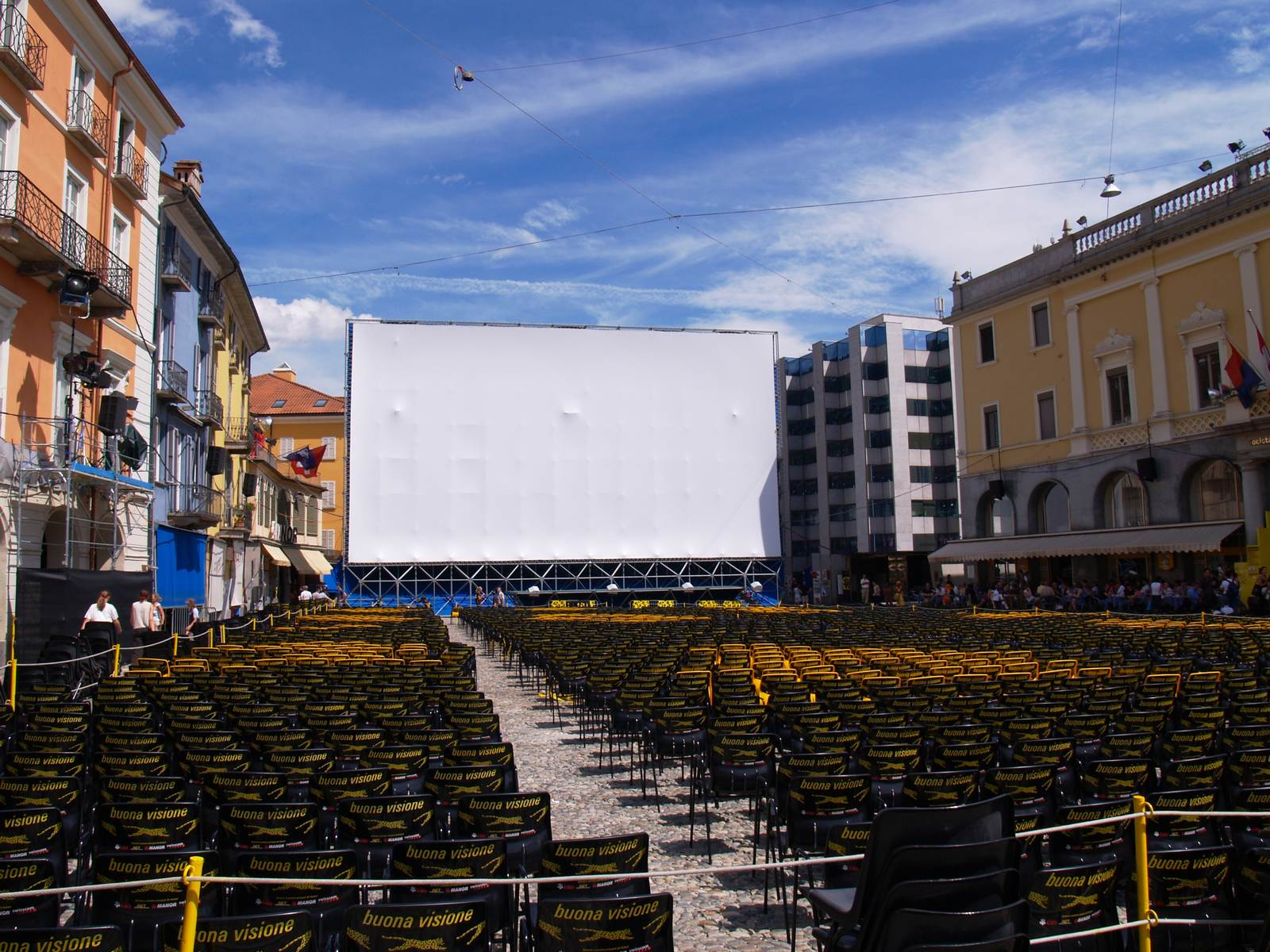
A locarnói Piazza Grande a Locarnói Nemzetközi Filmfesztivál idején

Tradicionálisan svájci éneklésmód a jódlizás. Eredetileg az Alpokban a tehenek összehívására, vagy a nagy távolságok közötti kommunikációra használták.
Svájcnak két hagyományos hangszere van: az egyik a Schwyzerörgeli (a harmonikához hasonló hangszer), a másik pedig a Trümpi (doromb).
A svájci könnyűzene képviselői:
- Celtic Frost
- Coroner
- DJ BoBo
- Eluveitie
- Gotthard
- Mani Matter
- Yello

### Hagyományok
Fesztiválok:
- Montreaux-i Jazzfesztivál
- Paléo Fesztivál (Nyon)
- Utcafesztivál (Zürich)
- Sajt fesztivál (Bern)

Lásd még: Locarnói Nemzetközi Filmfesztivál, Bázeli farsang, Fasnacht

### A svájci konyha
Svájc igazi sajtország, két nemzeti étel is sajtból készül:
- Fondü (kétféle sajt speciális fondütálban megolvasztva, kenyér- vagy sajtdarabkákat mártogatnak bele)
- Raclette (szabad tűzön megolvasztott alpesi sajt borssal és paprikával fűszerezve, főtt krumplival és csemegeuborkával tálalva)

A svájci németek tradicionális étke a röszti (krumpliétel). Svájc német és francia területei közötti határt – a híres burgonyaétel után – Rösztiároknak (Röstigraben) nevezik.

### Képek

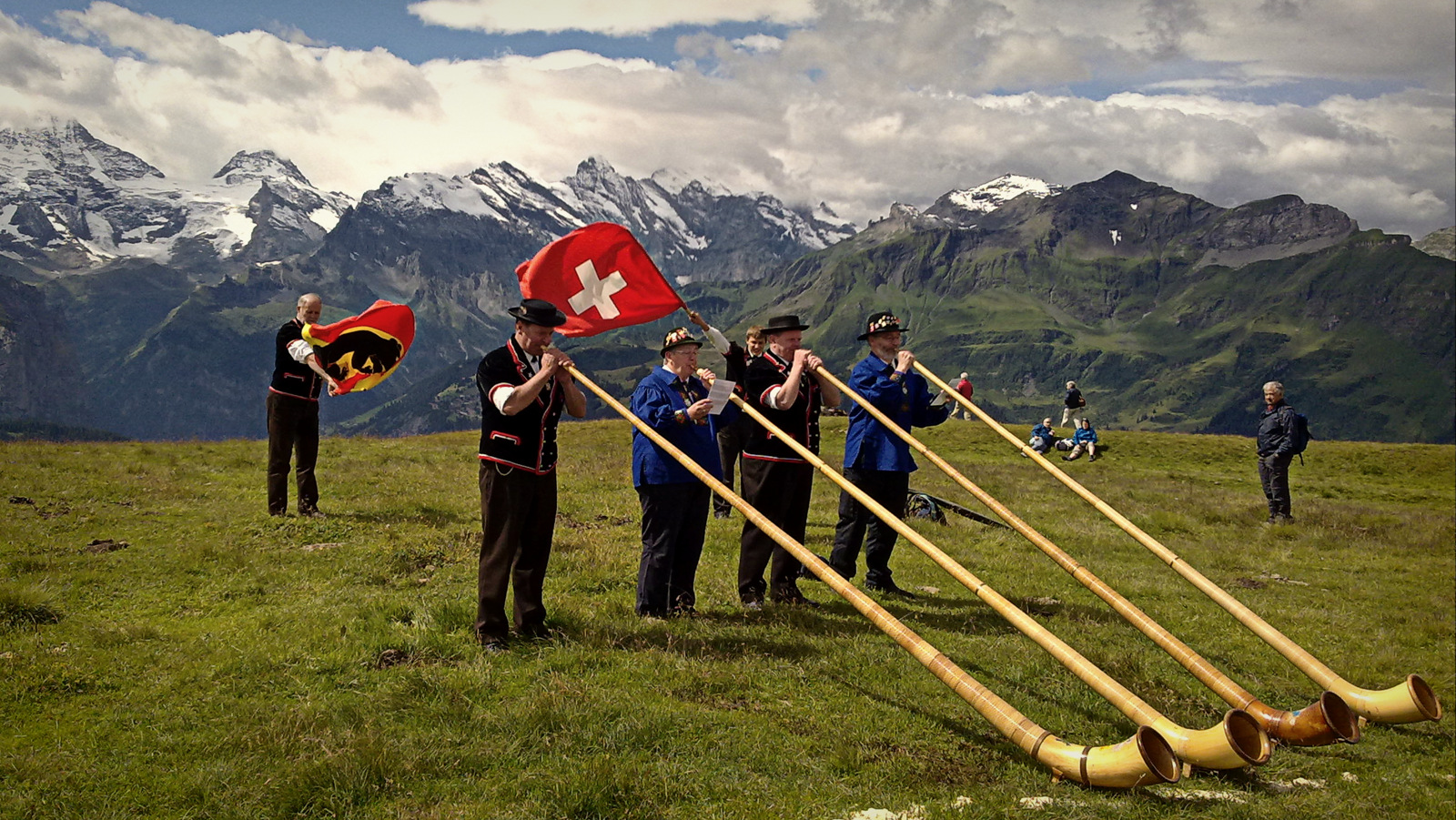
Alphorn (alpesi, vagy másképp havasi kürt)
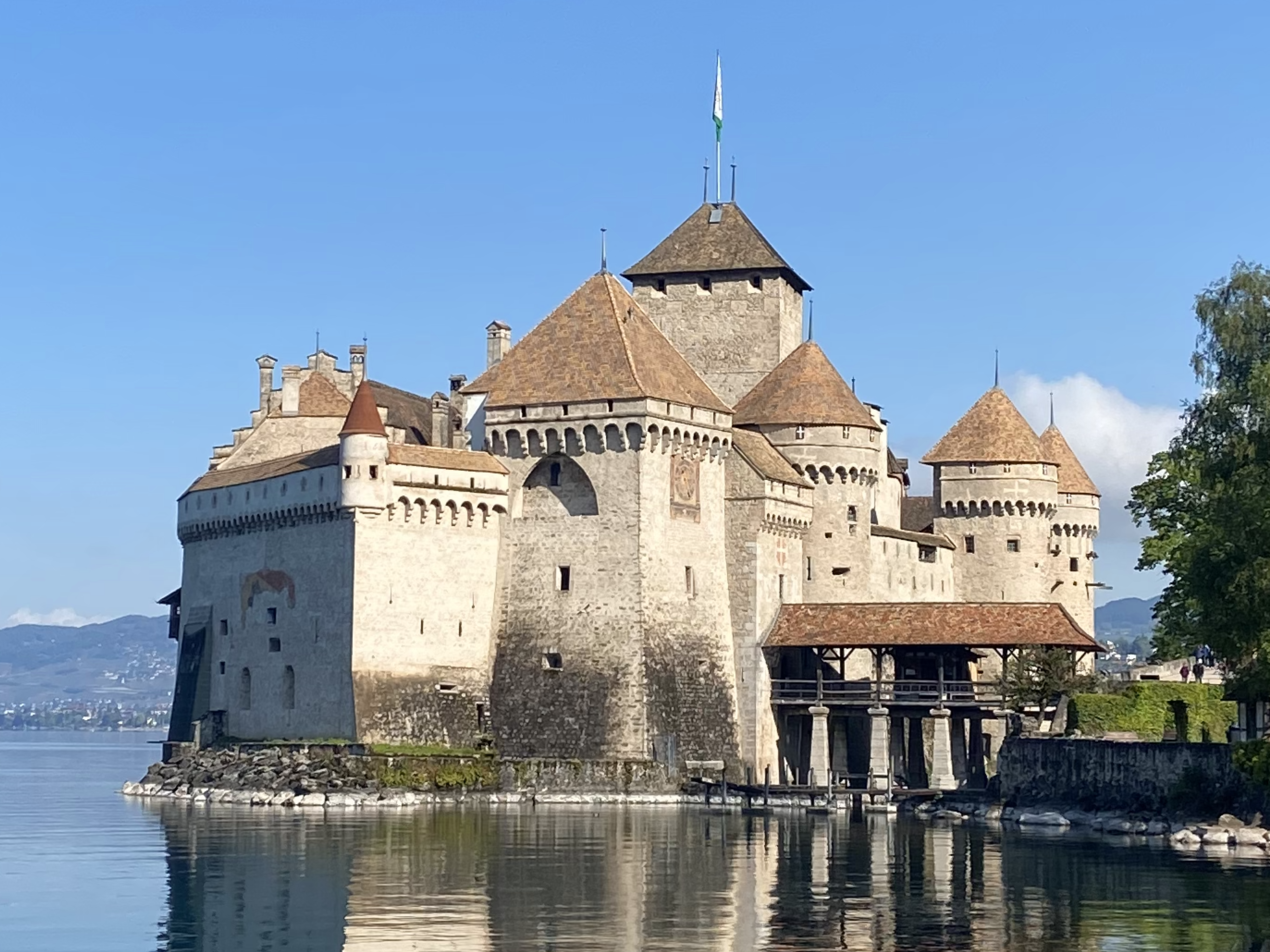
Chillon vára
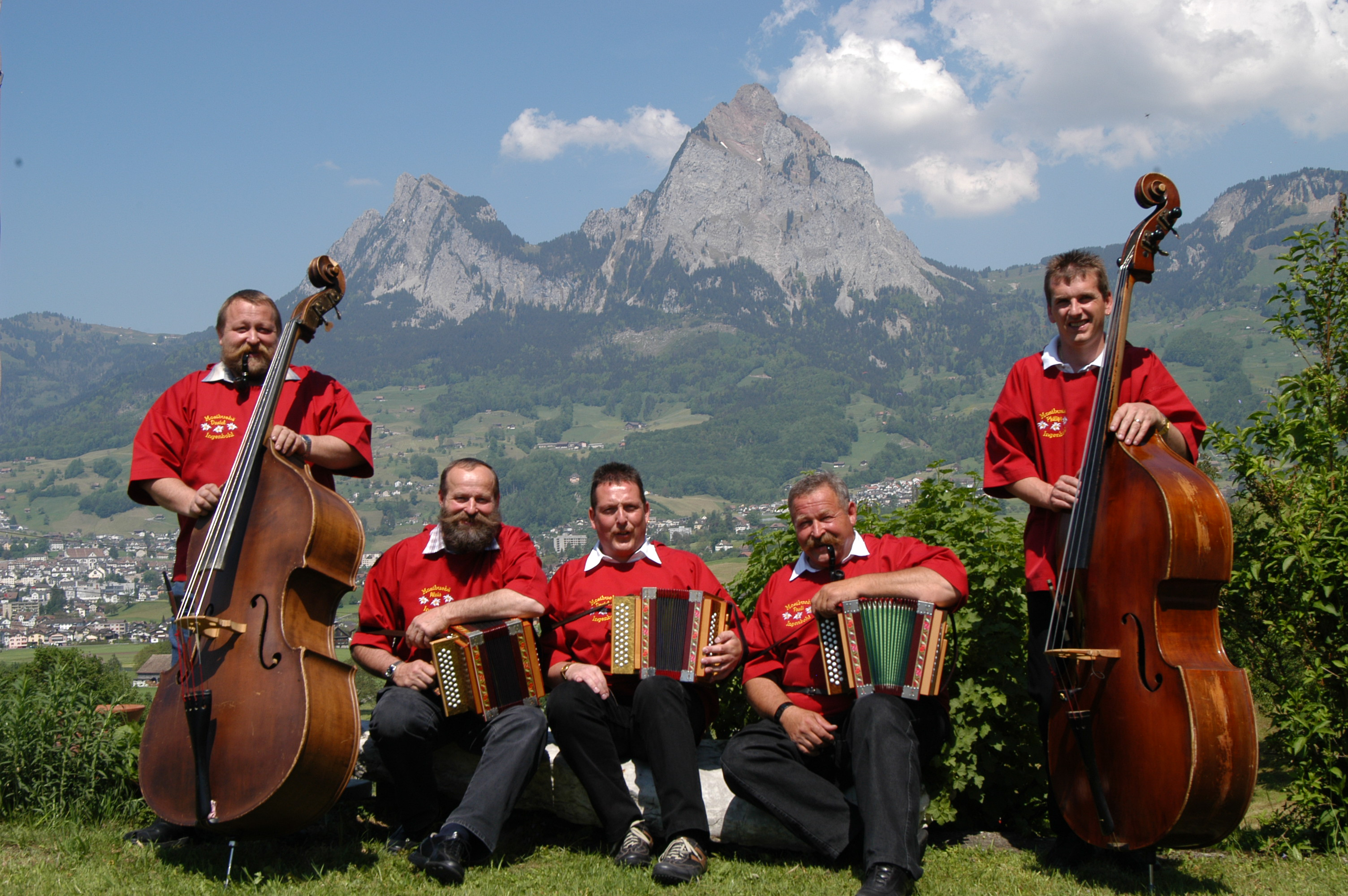
Schwyzerörgelit is használó hagyományos zenészek
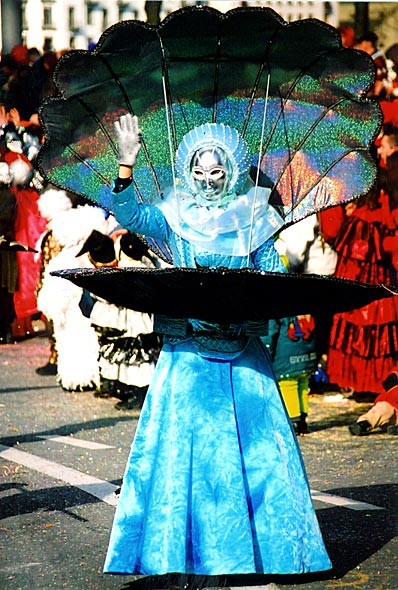
Karneváli öltözet Luzernben (Fasnacht)
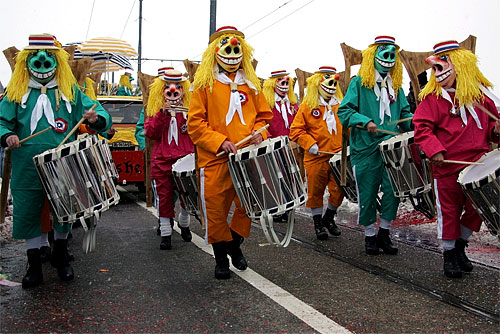
A bázeli farsang
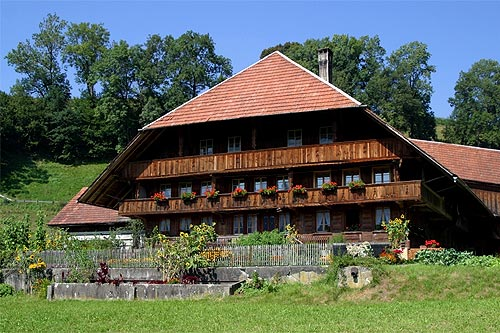
Jellegzetes parasztház
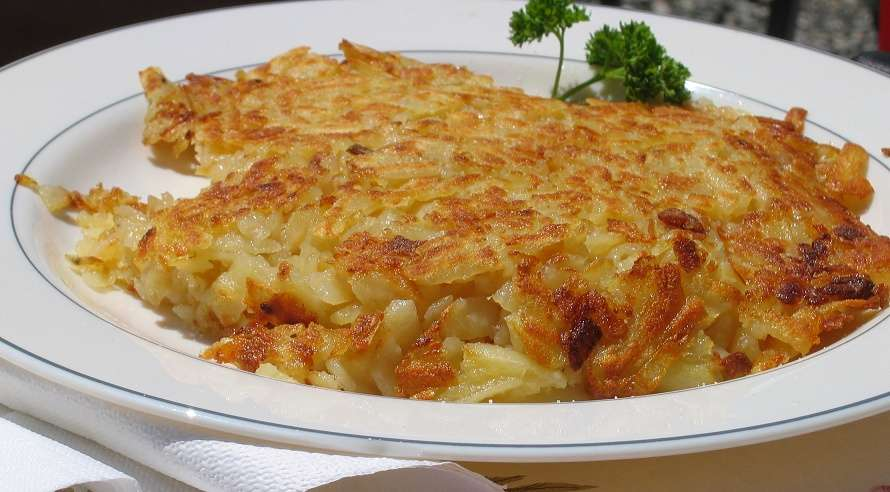
Röszti, más nevén tócsni

## Sport
Svájc több sportágban is jeleskedik, a téli sportoktól kezdve a teniszig vagy a vitorlázásig. Számos svájci sportoló a világ élvonalába tartozik: ilyen például a többszörös Grand Slam-győztes, volt, illetve jelenlegi világelső teniszező Martina Hingis és Roger Federer; a világbajnok műkorcsolyázó Stéphane Lambiel, az olimpiai bajnok mountain bike-os Nino Schurter, vagy az olimpiai bajnok síugró Simon Ammann. Svájcban található a Nemzetközi Jégkorongszövetség (IIHF) központja, és az ország jégkorongbajnoksága egyike az európai top-ligáknak, a Nemzetközi Labdarúgó-szövetség (FIFA), amelynek központja Zürich és az Európai Labdarúgó-szövetség (UEFA), amelynek Nyonban van a székhelye.

## Ünnepek
- Január 1. Újév napja
- Január 2. „Szent” Berchtold napja (elsősorban a gyerekek körében számít ünnepnek, Jura kantonban hivatalos munkaszüneti nap)
- Január 6. A Háromkirályok ünnepe – Vízkereszt (Schwyz, Ticino, Uri kantonokban és Graubünden egyes részein)
- Karnevál (Fasnacht) – általában a húshagyókeddet megelőző vagy az azt követő hétfő (elsősorban Basel városában, valamint Luzern, Glarus, Schwyz, Solothurn és Zürich kantonokban)
- Március 19. Szent József napja (Luzern, Nidwalden, Schwyz, Ticino, Uri, Wallis kantonokban, valamint Graubünden és Solothurn egyes részein)
- Nagypéntek – mindenütt munkaszüneti nap, kivéve Ticino és Wallis kantonokat
- Húsvétvasárnap
- Húsvéthétfő – mindenütt, kivéve Wallis kantont és Aargau egyes részeit
- Sächseleuten (április 3. hétfője) – télbúcsúztató ünnep, 3 napos utcai felvonulással, vendég-kantonnal, hétfő este „das Böög” (éghető anyagból készült hóember, benne kis petárdák) felgyújtásával ér véget. Minél rövidebb idő alatt robban fel, annál hamarabb jön a nyár. Csak Zürich kantonban munkaszüneti nap.
- Május 1. A munka ünnepe – Majális (Basel-Landschaft, Basel-Stadt, Fribourg, Jura, Schaffhausen, Ticino, Thurgau, Zürich)
- Áldozócsütörtök – Jézus mennybemenetelének ünnepe
- Pünkösdvasárnap
- Pünkösdhétfő – mindenütt, kivéve Wallis kantont és Aargau egyes részeit
- Úrnapja (2008-ban május 25. volt) – a katolikus többségű kantonokban (Jura, Luzern, Nidwalden, Obwalden, Schwyz, Solothurn, Ticino, Uri, Wallis, Zug), valamint Aargau, Appenzell, Basel-Landschaft, Fribourg és Graubünden egyes részein
- Június 29. Szent Péter és Pál apostol napja (Ticino kanton, valamint Graubünden és Luzern egyes települései)
- Augusztus 1. Az Örök Szövetség (Rütlischwur) napja, a Svájci Államszövetség megalapításának ünnepe (1291). Nemzeti ünnep
- Augusztus 15. Szűz Mária mennybemenetele (Nagyboldogasszony) – a katolikus többségű kantonokban (Jura, Luzern, Nidwalden, Obwalden, Schwyz, Solothurn, Ticino, Uri, Wallis, Zug), valamint Aargau, Appenzell, Basel-Landschaft, Fribourg és Graubünden egyes részein
- Bűnbánat és hálaadás napja (Dank-, Buß- und Bettag) (szeptember harmadik vasárnapja, az egész országban ünnep)
- „Bűnbánó hétfő” (Bettagsmontag) – általában szeptember harmadik hétfője (Neuchatel, Vaud)
- Szeptember 22. Szent Móric napja (Appenzell, Luzern és Solothurn egyes részein)
- November 1. Mindenszentek ünnepe – a katolikus többségű kantonokban (Glarus, Jura, Luzern, Nidwalden, Obwalden, Sankt Gallen, Schwyz, Solothurn, Ticino, Uri, Wallis, Zug), valamint Aargau, Appenzell, Basel-Landschaft, Fribourg és Graubünden egyes részein
- Reformáció vasárnapja (az október 31-ét követő vasárnap, országos ünnep, főként a protestáns többségű kantonokban)
- November 11. Szent Márton napja (Jura, Luzern, Schwyz és Solothurn bizonyos részein)
- December 6. Szent Miklós ünnepe (nem hivatalos munkaszüneti nap, Biel városában a december 6-át követő kedden tartják)
- December 8. Szűz Mária szeplőtelen fogantatása – a katolikus többségű kantonokban (Luzern, Nidwalden, Obwalden, Schwyz, Solothurn, Ticino, Uri, Wallis, Zug), valamint Aargau, Appenzell, Fribourg és Graubünden egyes részein
- December 24. Szenteste
- December 25. Karácsony napja
- December 26. Karácsony másnapja, Szent István napja (kivéve Genf, Jura, Vaud, Wallis kantonokat, valamint Aargau és Solothurn egyes részeit)
- December 31. Szilveszter